# Pois cultivé
Pisum sativum, Lathyrus oleraceus
Vous lisez un « article de qualité » labellisé en 2009.
« Pois » redirige ici. Pour les autres significations, voir Pois (homonymie).
« Pois cassé » redirige ici. Pour l’article homophone, voir Pwa-kassé.
Espèce
Synonymes
- Lathyrus oleraceus Lam., 1779[1],[2]
- Pisum commune subsp. sativum (L.) Bonnier & Layens, 1894[1]
- Pisum hortense Asch. & Graebn., 1910[1]
- Pisum vulgare S.B.Jundz., 1791[1],[2]

Statut de conservation UICN

 LC  : Préoccupation mineure

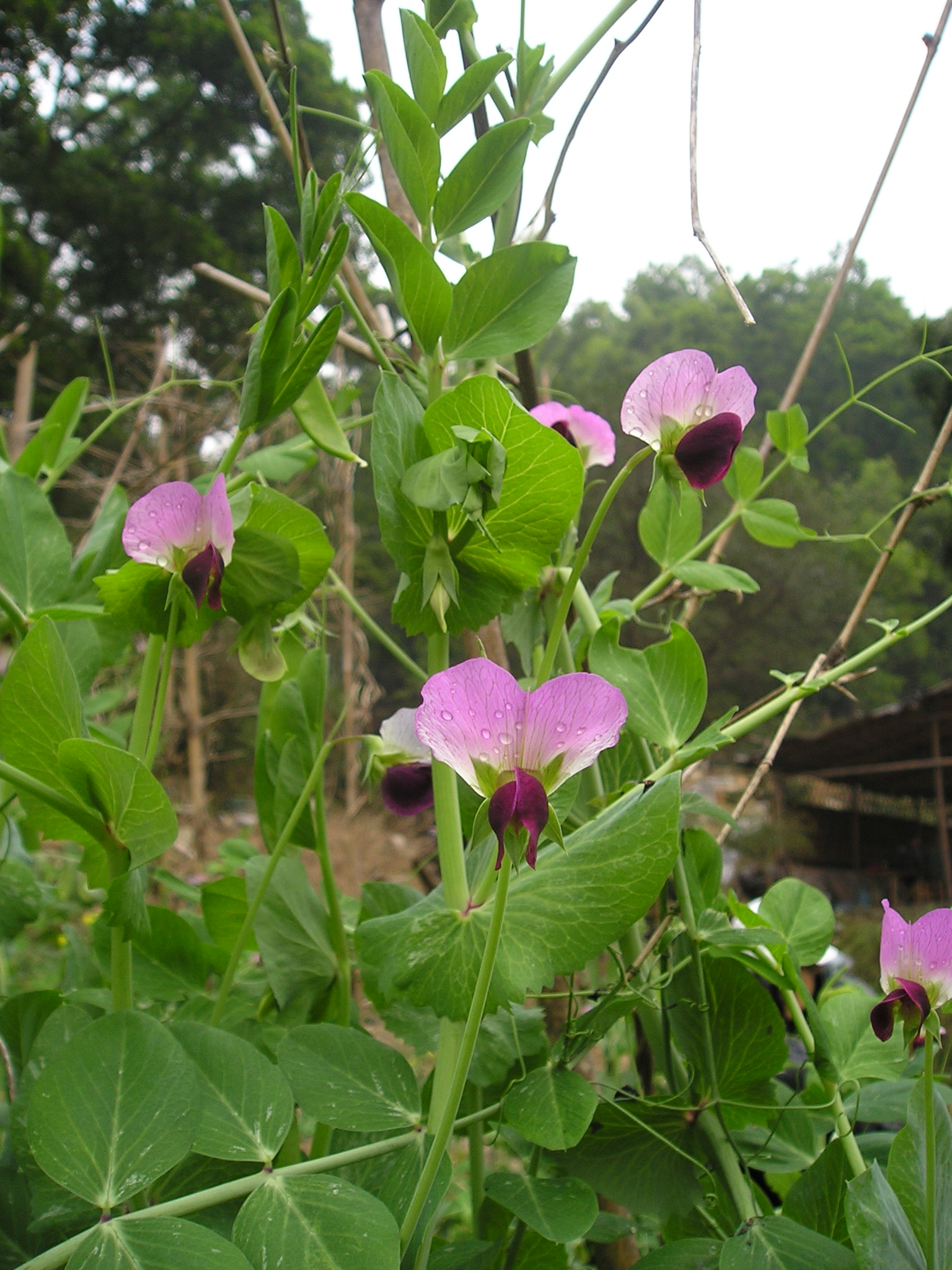
Pois mangetout chinois.

Le Pois cultivé (Pisum sativum L.) est une espèce de plante annuelle de la famille des légumineuses (Fabacées), largement cultivée pour ses graines, consommée comme légume ou utilisée comme aliment du bétail. Le terme désigne aussi la graine elle-même, riche en énergie (amidon) et en protéines (de 16 à 40 %). Les pois secs se présentent souvent sous la forme de « pois cassés ». Les pois frais, récoltés avant maturité, sont plus couramment appelés « petits pois ».
Le pois est cultivé depuis l'époque néolithique et a accompagné les céréales dans l'apparition de l'agriculture au Proche-Orient. Il était dans l'Antiquité et au Moyen Âge un aliment de base en Europe et dans le bassin méditerranéen. De nos jours, sa culture est pratiquée dans les cinq continents, particulièrement dans les régions de climat tempéré d'Eurasie et d'Amérique du Nord.
Le pois sec est un aliment traditionnellement important dans certains pays, notamment le sous-continent indien et l'Éthiopie, mais il est relativement délaissé comme féculent et comme source de protéines dans la plupart des pays occidentaux, où il est désormais principalement cultivé pour l'alimentation animale ou pour l'exportation. Depuis le XVIIe siècle, le petit pois est devenu un légume frais très prisé, dont la consommation à longueur d'année est favorisée par les techniques de conservation et de surgélation.

## Aspects botaniques

### Description morphologique

#### Appareil végétatif

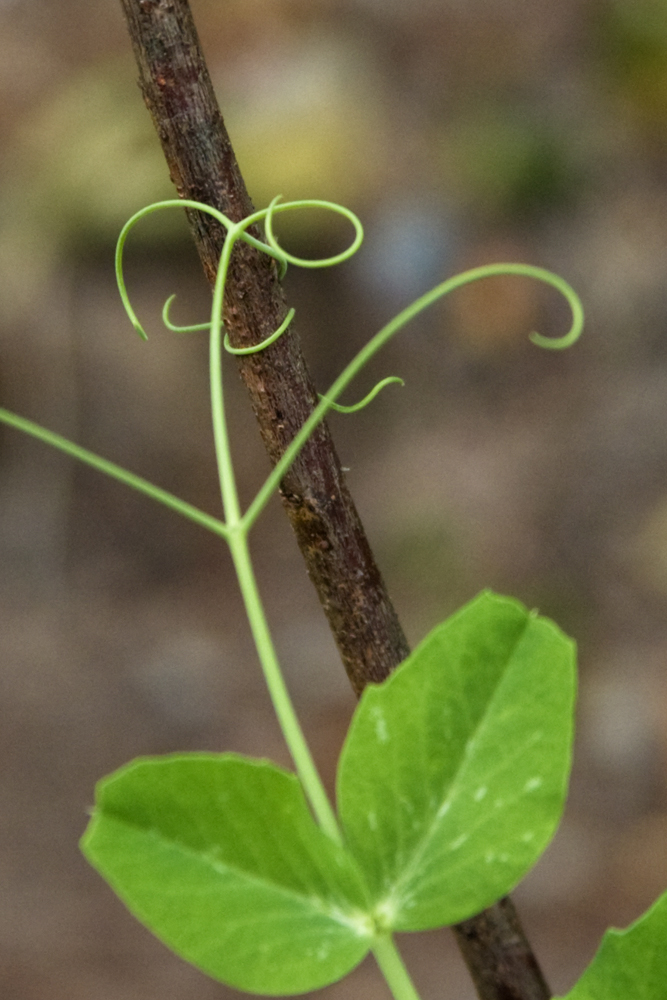
Folioles et vrilles.

Le pois est une plante grimpante herbacée annuelle. Le système radiculaire est de type pivotant, pouvant atteindre une profondeur d'un mètre dans des conditions de sol favorables, mais très ramifié, surtout dans la couche superficielle du sol. Les radicelles de 2e ou 3e ordre portent des nodosités, siège de la fixation symbiotique de l'azote. La bactérie concernée, qui est également présente sur les genres Lathyrus et Lens, est Rhizobium leguminosarum biovar viciae,.
La tige, peu ramifiée, de longueur variant de 50 cm à 2 m, voire jusqu'à trois mètres chez le pois fourrager, est à croissance indéterminée. Elle est creuse, de section cylindrique, et grimpe en s'accrochant aux supports par les vrilles des feuilles. Elle se caractérise par un certain nombre de nœuds, ou mailles, dont les premiers sont purement végétatifs (émettant des feuilles ou des ramifications) et les suivants reproducteurs (portant des fleurs). Chez les variétés et cultivars les plus précoces, les premières fleurs peuvent apparaître dès le quatrième nœud, tandis que chez les plus tardives elles peuvent n'apparaître qu'au 25e.

Feuilles de pois :
1 : type normal,
2 : type 'afila' sans folioles.

Les feuilles, opposées, sont composées d'une à quatre paires de folioles sessiles, opposées et terminées par une vrille simple ou ramifiée.
Les folioles sont entières, obovales, et ont de 1,5  à   6 cm de longueur. Chez certaines variétés, elles sont partiellement transformées en vrilles. Chez les variétés de type 'afila', toutes les folioles sont remplacées par des vrilles, les fonctions foliaires (photosynthèse) étant alors assurées par les stipules. Inversement chez les variétés de type 'acacia', les vrilles sont transformées en folioles.
Les feuilles possèdent à leur base deux grandes stipules embrassantes, arrondies et crénelées à la base. Souvent plus grandes que les folioles, elles peuvent atteindre 10 cm de long. Certaines variétés ont des stipules allongées caractéristiques dites « en oreilles de lapin ». Les stipules portent parfois des taches rouges (présence d'anthocyanes), caractéristiques de certaines variétés, notamment chez les pois fourragers.
Les deux premières feuilles primordiales sont réduites à des écailles.

#### Appareil reproducteur

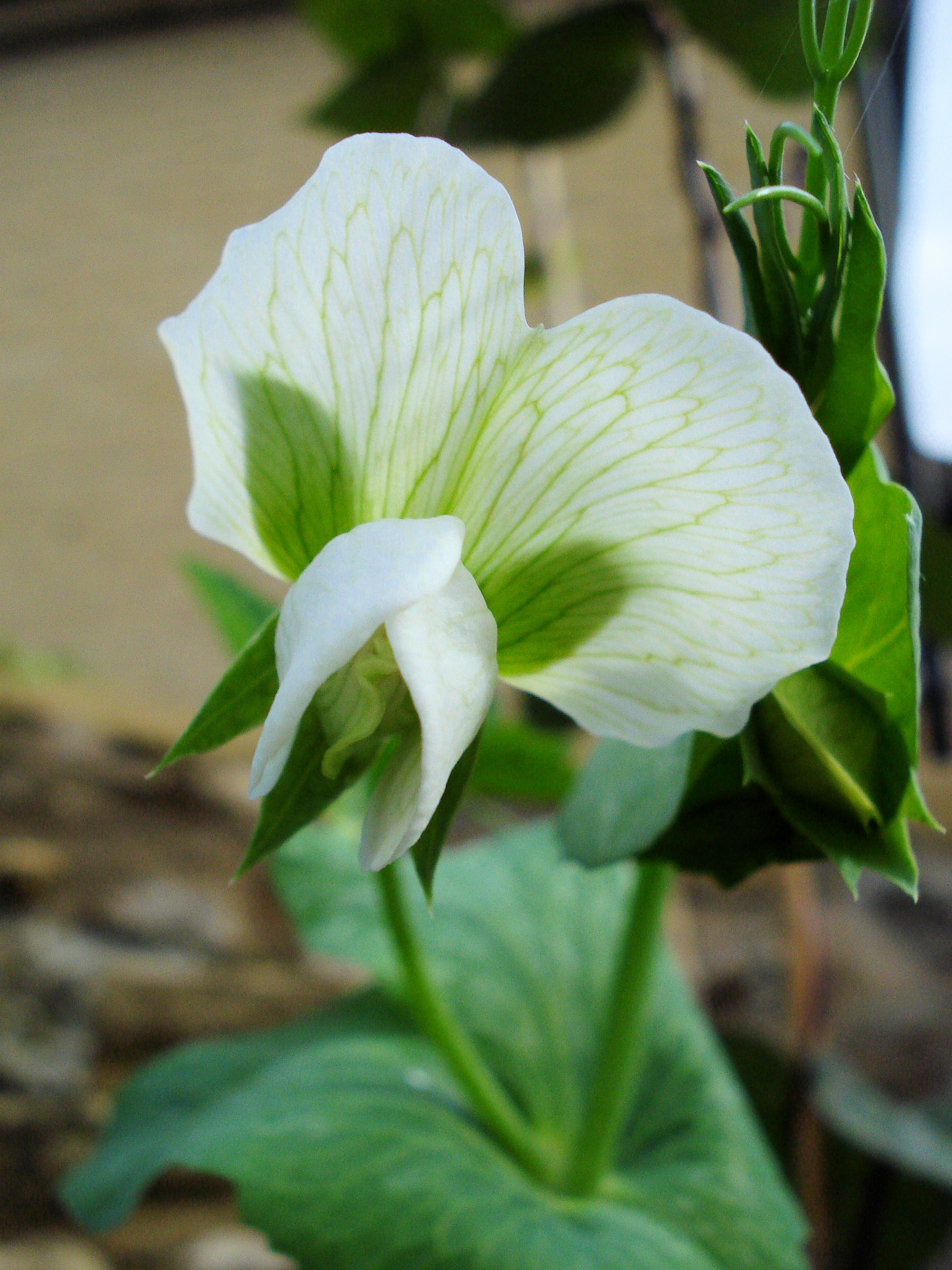
Fleur de pois.

Diagramme floral.

Les fleurs, de type « papilionacé », sont zygomorphes, à ovaire supère et cléistogames. Elles apparaissent à l'aisselle des feuilles, solitaires ou groupées en racème lâche de deux ou trois fleurs. Le calice, de couleur verte, est formé de cinq sépales soudés et présente cinq dents inégales. La corolle compte cinq pétales très différenciés, l'étendard redressé en position postérieure, les deux ailes en position latérale enveloppant la carène, elle-même formée de deux pétales inférieurs, partiellement soudés. La corolle est généralement entièrement blanche, parfois rose, pourpre ou violette. L'androcée qui comprend dix étamines, une libre et neuf soudées par leur filet en une gouttière ouverte vers le haut, est dit diadelphe. Le gynécée est formé d'un carpelle unique uniloculaire à placentation marginale portant des ovules recourbés (campylotropes). Ce carpelle est interprété comme l'évolution d'une feuille repliée le long de sa nervure médiane et soudée par ses marges, auxquelles sont attachés les ovules.
La formule florale est donc 5S 5P 10E 1C (formule simplifiée) ou •|• S(5) P5 E(9)+1 C1 (formule complète).
Les fleurs étant fermées (cléistogamie), la fécondation est principalement autogame avec moins de 1 % d'allofécondation, la pollinisation intervenant avant l'épanouissement complet de la fleur. Ce caractère facilite la sélection de lignées pures et le maintien de variétés stables mais complique l’obtention de nouveaux hybrides. Toutefois certains insectes hyménoptères, tels les mégachiles, sont capables de pénétrer dans les fleurs et de provoquer des pollinisations croisées.
Le fruit est une gousse déhiscente bivalve, appelée aussi cosse, de 4  à   15 cm de long, contenant de 2  à   10 graines rarement plus. Elles sont rondes lisses ou anguleuses, de 5  à   8 mm de diamètre. Ces gousses présentent des variations morphologiques selon les variétés ; leur forme générale est droite ou plus ou moins arquée, leur extrémité plus ou moins effilée ou tronquée. Elles comportent généralement une membrane sclérifiée, le parchemin, qui est absente chez les variétés de type « mangetout ». Leur couleur est généralement verte, parfois violette.

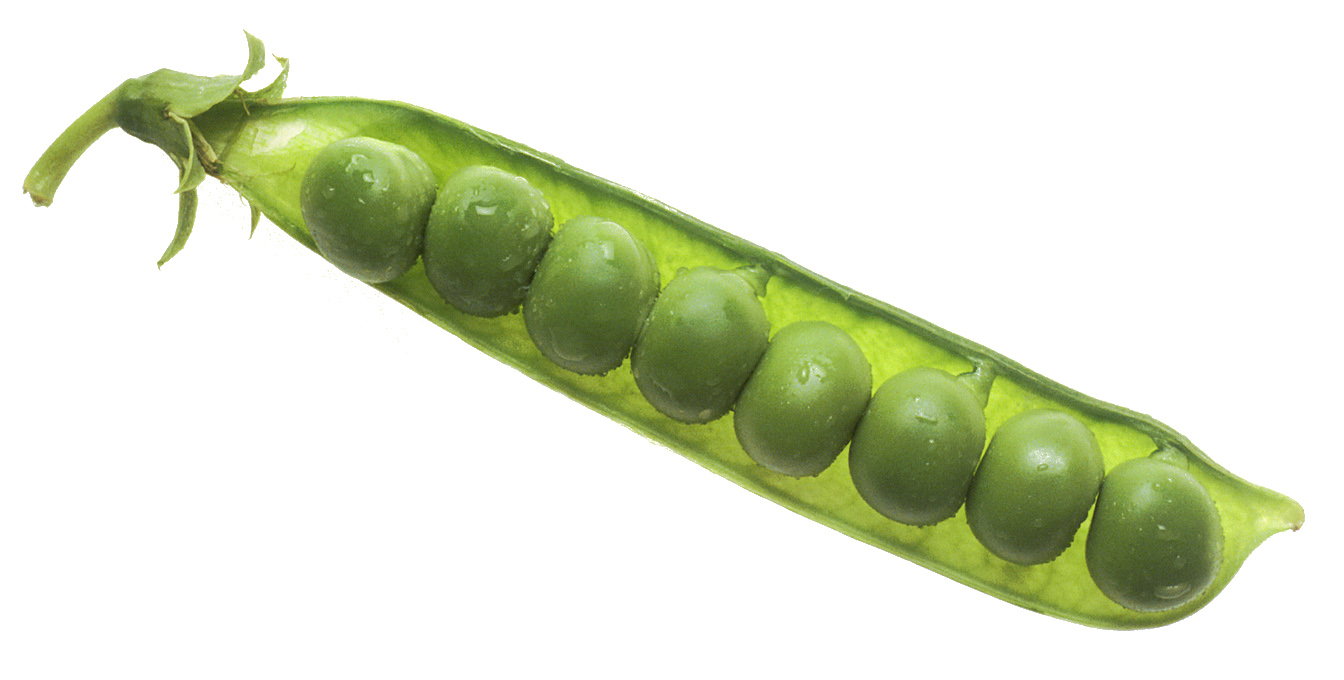
Graines de pois dans leur gousse.

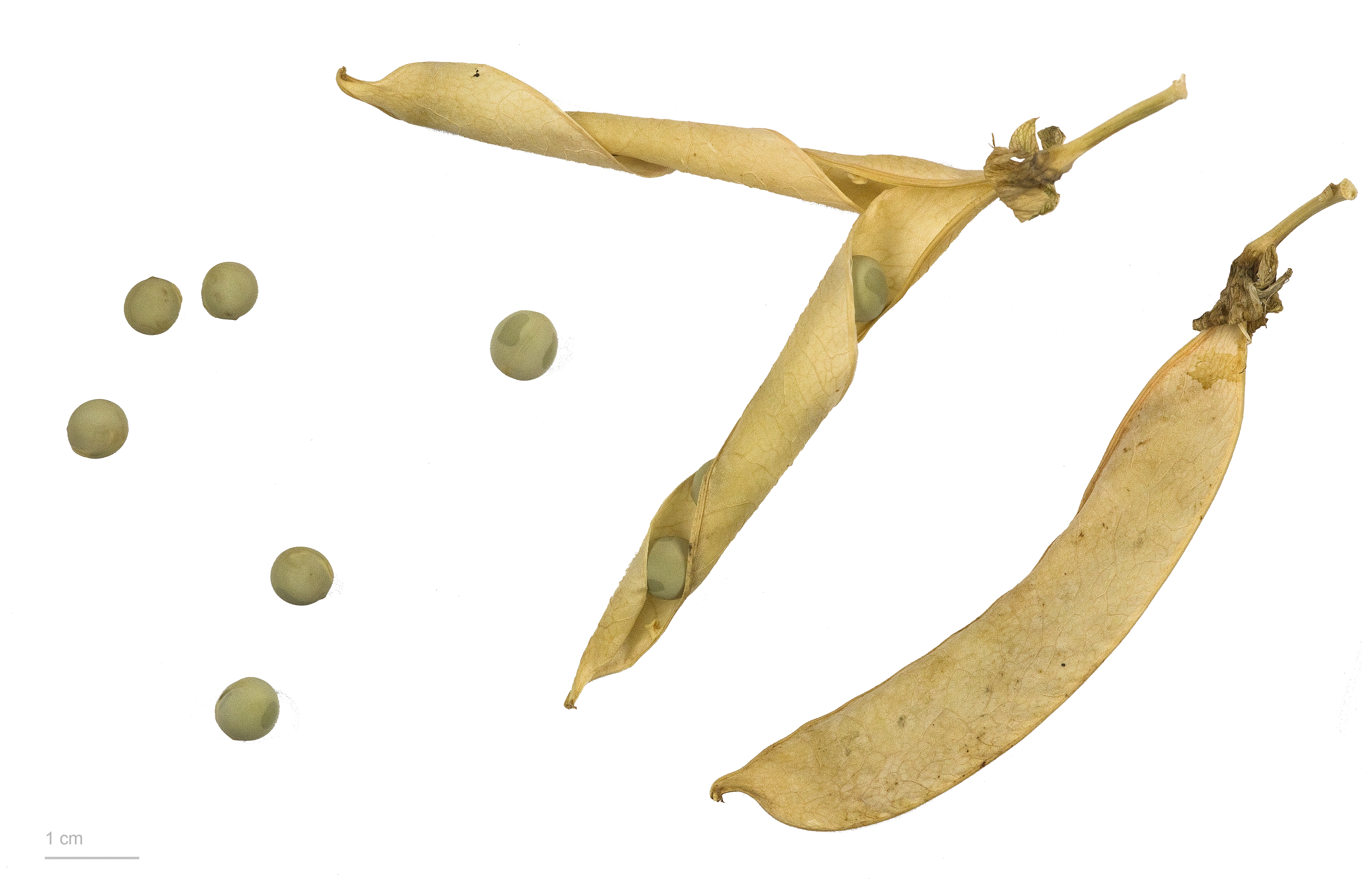
Pisum sativum - Muséum de Toulouse.

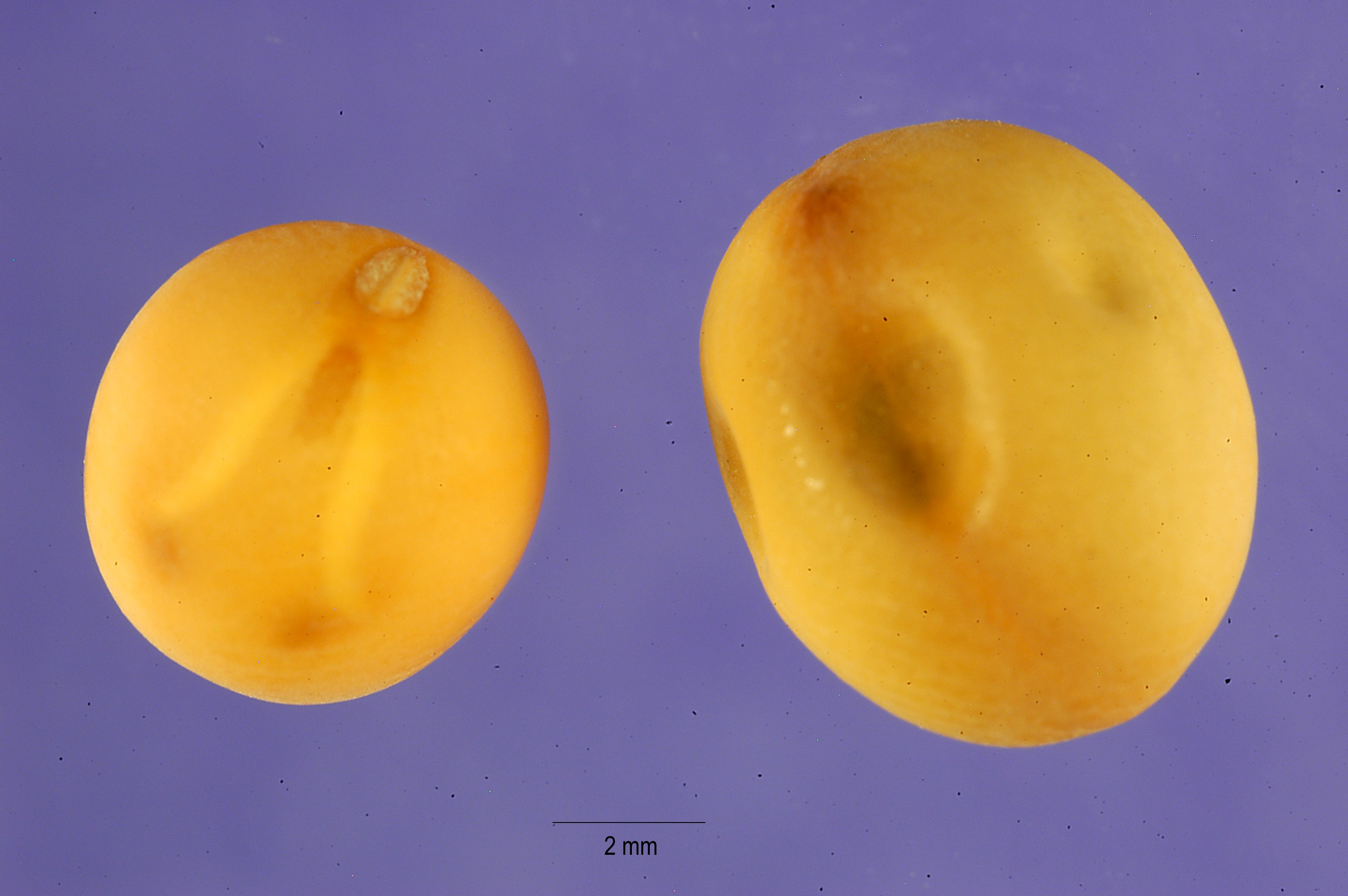
Graines de pois.

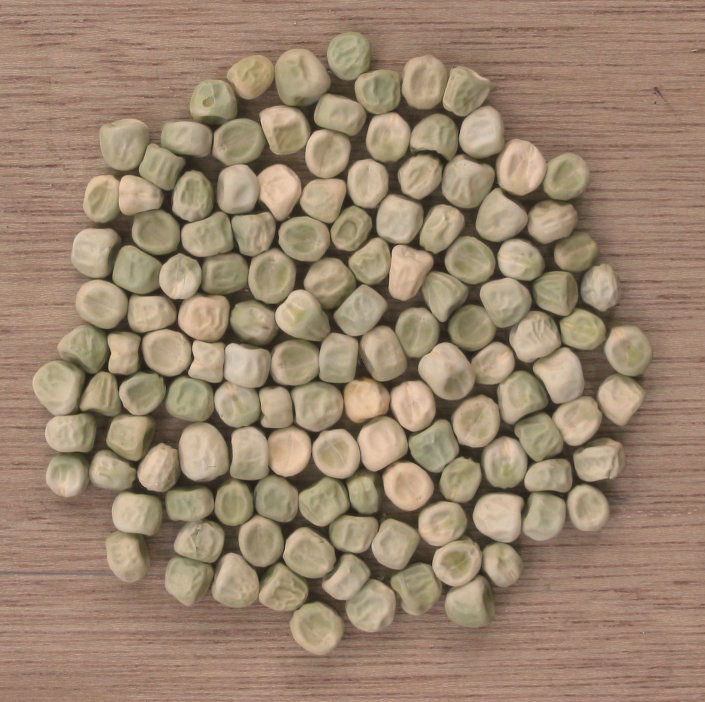
Graines ridées, cultivar 'Merveille de Kelvedon'.

Comme chez toutes les légumineuses, les graines sont exalbuminées et les réserves nutritives à disposition de l'embryon sont contenues dans les deux cotylédons hémisphériques hypertrophiés qui représentent la quasi-totalité du volume des graines. Elles peuvent être de couleur vert pâle à maturité lorsque les cotylédons restent chlorophylliens (comme chez les haricots flageolets verts), ou bien blanchâtre, jaune ou brunes. Certaines graines vertes jaunissent avec le temps. Elles peuvent être lisses ou ridées.
Leur taille est très variable selon les variétés et cultivars. Le poids de 1 000 grains secs peut aller de moins de 150  à   350 g.
Les graines peuvent conserver leur faculté germinative de trois à cinq ans. Elles ne sont pas soumises au phénomène de dormance et peuvent donc germer immédiatement après avoir atteint le stade de la maturation.
La germination des pois est « hypogée ».
Les cotylédons contiennent des substances de réserve, en moyenne 50 % d'amidon et jusqu'à 25 % de protéines (chez le pois protéagineux). L'amidon est constitué d'amylose et d'amylopectine en proportions variables : plus d'amylopectine chez les variétés à graines lisses et plus d'amylose chez celles à graines ridées, qui contiennent par ailleurs plus de sucres (voir le paragraphe Composition et valeur nutritive). La partie protéique est constituée essentiellement de trois fractions protéiques solubles : les albumines, les vicilines et les convicilines, et la légumine. La fraction des albumines contient, en faible teneur, diverses protéines enzymatiques biologiquement actives : lipoxygénases, lectines, inhibiteurs de protéases.

### Écologie

#### Températures
Le pois cultivé est une plante de climat tempéré frais et relativement humide. Il est moins sensible au froid que le haricot et peut germer à partir de +5 °C.
Les jeunes plants (avant le stade de floraison) peuvent supporter le gel, mais les fleurs peuvent être détruites par le froid à partir de −3,5 °C et les nœuds végétatifs à partir de −6 °C.
La température moyenne optimale de croissance se situe entre 15 °C et 19 °C. Au-delà de 27 °C, la végétation et la pollinisation risquent d'être affectées.

#### Pluviométrie
La pluviométrie idéale se situe entre 800  et   1 000 mm par an.

#### Photopériodisme
Le pois est légèrement sensible à la photopériode, les jours longs favorisant la floraison.

#### Sols
Le pois s'accommode de tous les types de sols sous réserve qu'ils soient bien drainés et qu'ils offrent une bonne capacité de rétention en eau.
Le pH optimal se situe entre 5,5 et 7,0.

### Classification
L'espèce Pisum sativum appartient au genre Pisum, classé dans la tribu des Fabeae (ou Viciae) en compagnie des genres proches Lathyrus L. (gesses), Lens Mill. (lentilles), Vavilovia Fed. et Vicia L. (vesces).
Le genre Pisum, après avoir compté plus d'une douzaine d'espèces, n'en regroupe plus que deux : Pisum sativum L. et Pisum fulvum Sm. Toutes les autres ont été reléguées au rang de sous-espèces ou variétés de Pisum sativum, avec laquelle elles sont toutes interfertiles.
L'espèce Pisum sativum présente une très grande diversité génétique qui se manifeste dans les nombreuses variations des caractères morphologiques des fleurs, des feuilles, des tiges, des gousses et des graines, ce qui a motivé diverses classifications des formes intraspécifiques.
Les principales sous-espèces et variétés sont les suivantes, :
- Pisum sativum L. subsp. elatius (Steven ex M. Bieb.) Asch. & Graebn. : c'est la forme sauvage des actuels pois cultivés, originaire de la partie orientale du Bassin méditerranéen, jusqu'au Caucase, à l'Iran et au Turkménistan, à laquelle se rattache la variété pumilio ;
  - Pisum sativum L. subsp. elatius (Steven ex M. Bieb.) Asch. & Graebn. var. pumilio Meikle (syn. Pisum sativum subsp. syriacum Berger) : sous-espèce la plus xérophyte, présente dans la végétation des prairies sèches et des forêts de chênes du Proche et du Moyen-Orient, de Chypre et de Turquie jusqu'à la Trancauscasie, l'Irak et le Nord et l'Ouest de l'Iran ;
- Pisum sativum subsp. transcaucasicum Govorov : forme cultivée dans le Nord du Caucase et dans la partie centrale des montagnes transcaucasiennes ;
- Pisum sativum L. subsp. abyssinicum (A. Braun) Govorov : le pois d'Abyssinie est une forme cultivée en Éthiopie et au Yémen. Il ne présente qu'une seule paire de folioles, des fleurs violet-rouge, des graines luisantes à hile noir[16] ;

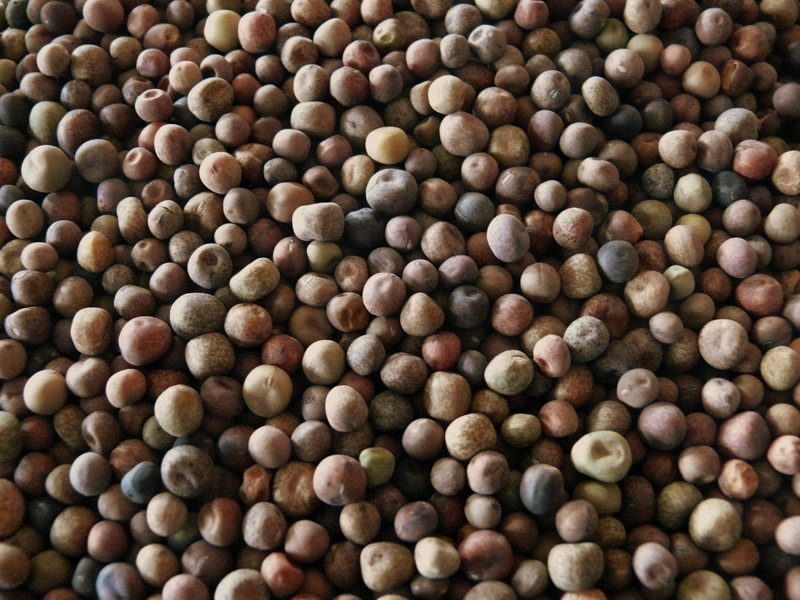
Pois 'Roveja', cultivar traditionnel italien de Pisum sativum subsp sativum var arvense L.

- Pisum sativum subsp. asiaticum Govorov : cette forme est cultivée du Proche et du Moyen-Orient, jusqu'à la Mongolie, au Nord-Ouest de la Chine, au Tibet et au Nord de l'Inde, ainsi qu'en Égypte. Les graines sont consommées et servent, ainsi que la plante entière, à nourrir les animaux ;
- Pisum sativum L. subsp. sativum : c'est la sous-espèce la plus importante actuellement ; elle dérive par la domestication de la forme Pisum sativum subsp. elatius. Elle compte trois variétés principales et d'innombrables cultivars (voir le paragraphe « Variétés cultivées » plus bas) :
  - Pisum sativum L. subsp. sativum var. arvense (L.) Poir. : pois protéagineux, pois fourrager ou pois des champs,
  - Pisum sativum L. subsp. sativum var. sativum : petit pois, pois potager ou pois des jardins,
  - Pisum sativum L. subsp. sativum var. macrocarpon : pois mangetout, et pois croquetout (mangetouts charnus). Le pois mangetout (gousse ordinairement plate, sans parchemin) est la forme la plus consommée en Chine et au Japon[17].

Cette classification purement botanique est la plus commune bien que la classification par groupe de cultivars soit plus pertinente d'un point de vue agricole.

## Histoire

### Préhistoire et Antiquité
Le pois est une plante très anciennement cultivée dans l'Ancien monde puisque sa culture a vraisemblablement commencé il y a environ 8 000 ans dans la région du Croissant fertile, dans le même processus que certaines céréales (blé, orge) et d'autres légumineuses (vesce, lentille). On a découvert dans des sites archéologiques du Néolithique de la Grèce à l'Irak entre 7 500  et   5 000 ans av. EC, ou encore à La Marmotta en Italie centrale pour le VIe millénaire av. EC, des restes provenant soit de plantes de cueillette, soit de plantes domestiquées. Par la suite, sa culture s'est diffusée vers l'ouest (Europe) et vers l'est (Inde). On en trouve trace notamment dans le site archéologique de Troie, en Europe centrale (vers −4 000 ans), en Europe occidentale et en Inde (vers −2 000 ans). Des restes de pois ont été retrouvés notamment dans des habitats lacustres du début de l'âge du bronze en Suisse et en France (lac du Bourget).
| Sites                             | Pays              | Période          | Autres espèces présentes                                                              |
| --------------------------------- | ----------------- | ---------------- | ------------------------------------------------------------------------------------- |
| Çayönü                            | Turquie           | -7500 -6500      | engrain, amidonnier, lentille, vesce, lin                                             |
| Jéricho Néolithique avant poterie | Cisjordanie       | vers -7000       | engrain, amidonnier, orge à deux rangs mondée, lentille, vesce                        |
| Jarmo                             | Irak              | -6750            | engrain, amidonnier, orge à deux rangs mondée, lentille, vesce                        |
| Çatal Hüyük, VI-II                | Turquie           | -5850 -5600      | engrain, amidonnier, blé tendre, orge à deux rangs mondée, vesce                      |
| Hacilar                           | Turquie           | vers -7000       | engrain spontané, amidonnier, orge à six rangs nue, lentille, vesce                   |
| Can Hassan Néolithique supérieur  | Turquie           | vers -5250       | orge à six rangs mondée                                                               |
| Ghediki                           | Grèce (Thessalie) | vers -6000 -5000 | engrain, amidonnier, orge à deux rangs mondée, orge à deux rangs nue, lentille, vesce |
| Sesklo                            | Grèce (Thessalie) | vers -6000 -5000 | amidonnier, orge à deux rangs mondée                                                  |

Le pois était cultivé dans l'Antiquité par les Grecs et les Romains. Il est notamment cité par Théophraste dans son Histoire des Plantes au IIIe s. av. EC, puis par Columelle (De re rustica) et Pline dans son Histoire naturelle écrite vers l'an 77 de notre ère. Selon Columelle, le pois était semé, comme les autres légumineuses, à l'équinoxe d'automne, en « terre meuble et légère ».

### Du Moyen Âge auXVIIIesiècle
Vers l'an 800, sous Charlemagne, le pois est cité sous le nom de pisos mauriscos parmi les plantes potagères recommandées dans le capitulaire De Villis.
Les pois secs, faciles à conserver, constituent tout au long du Moyen Âge l'une des principales ressources alimentaires des classes pauvres. Ils sont souvent cuisinés en purée ou avec du lard.
Un vieux quatrain paysan rappelle leur importance :

« Qui a des pois et du pain d’orge,
Du lard et du vin pour sa gorge, 
Qui a cinq sous et ne doit rien,
Il se peut dire qu’il est bien. »

Dans le Viandier de Taillevent, qui remonterait au XIIIe siècle, se trouve la recette de la crétonnée de pois nouveaux, potée épaisse aux pois ; cependant, les « pois nouveaux » dont il est question ne seraient pas encore les « petits pois ».
L'introduction du pois dans le Nouveau Monde a été faite pour la première fois à Saint-Domingue par Christophe Colomb lors de son premier voyage en Amérique.
La consommation des gousses entières (pois mangetout ou pois gourmand) est attestée depuis le XVIe siècle aux Pays-Bas et en France. Le mangetout est mentionné par Jean Ruel dans son ouvrage De Natura Stirpium libri tres publié en 1536.
La consommation du petit pois (grain vert frais) commence en Italie à la cour des Medicis (piselli novelli) et est introduite en France lorsque Catherine de Médicis épouse Henri II (roi de France). Elle s'est développée en France à l'époque de Louis XIV. C'est le 18 janvier 1660 que le sieur Audiger (ou Audiguier), officier de bouche de la comtesse de Soissons, présenta à la cour du roi Louis XIV, des pois verts en gousse rapportés d'Italie,. Ils furent écossés et préparés à la française pour le roi, la reine et le cardinal et ce fut le départ d'une mode qui fit fureur à la Cour, flattée par la précocité du produit. Madame de Sévigné écrira plus tard, en mai 1696 : 

« Le chapitre des pois dure toujours : l'impatience d'en manger, le plaisir d'en avoir mangé, et la joie d'en manger encore, sont les trois points que nos princes traitent depuis quatre jours. Il y a des dames qui après avoir soupé avec le roi, et bien soupé, trouvent des pois chez elles pour manger avant de se coucher, au risque d'une indigestion : c'est une mode, une fureur, et l'une suit l'autre. »

Au XVIIIe siècle, le poète irlandais Oliver Goldsmith, qui voyagea à plusieurs reprises en France, s'en prit à la cuisson des petits pois « à la française », qu'il accusait dans ses lettres de toxicité.

### Depuis leXIXesiècle
Thomas Jefferson, qui fut le troisième président des États-Unis, de 1801 à 1809, passionné de sciences et en particulier d'agronomie, s'intéressa beaucoup à la viticulture, mais aussi aux petits pois. Il en cultiva de nombreuses variétés dont il cherchait à améliorer la précocité dans son domaine de Monticello.
Au cours du XIXe siècle, la vogue des petits pois se répandit en France et le nombre de variétés s'accrut. Denaiffe et fils, sélectionneurs, en recenseront environ 250 dans leur ouvrage sur les pois potagers publié en 1906. Cette citation attribuée à Gustave Flaubert, qui élevait des canards, témoigne de cet engouement. Il avait coutume de s'écrier quand ses volatiles devenaient par trop bruyants : « Il me semble qu'il est temps d'écosser les petits pois ».
Vers la fin du XIXe siècle, se développe la production des « pois cassés », pois secs dont le tégument, relativement indigeste, a été retiré par abrasion.
Depuis le début du XXe siècle, la production des petits pois s'industrialise dans les pays occidentaux (Europe, Amérique du Nord) grâce au développement de l’appertisation en bocal ou boite de conserve et de la surgélation. Ce mouvement s'accompagne de la culture en plein champ qui se mécanise rapidement.
Dans les années 1920, un inventeur américain, Clarence Birdseye, fondateur de la société General Seafood, produit les premiers petits pois surgelés.

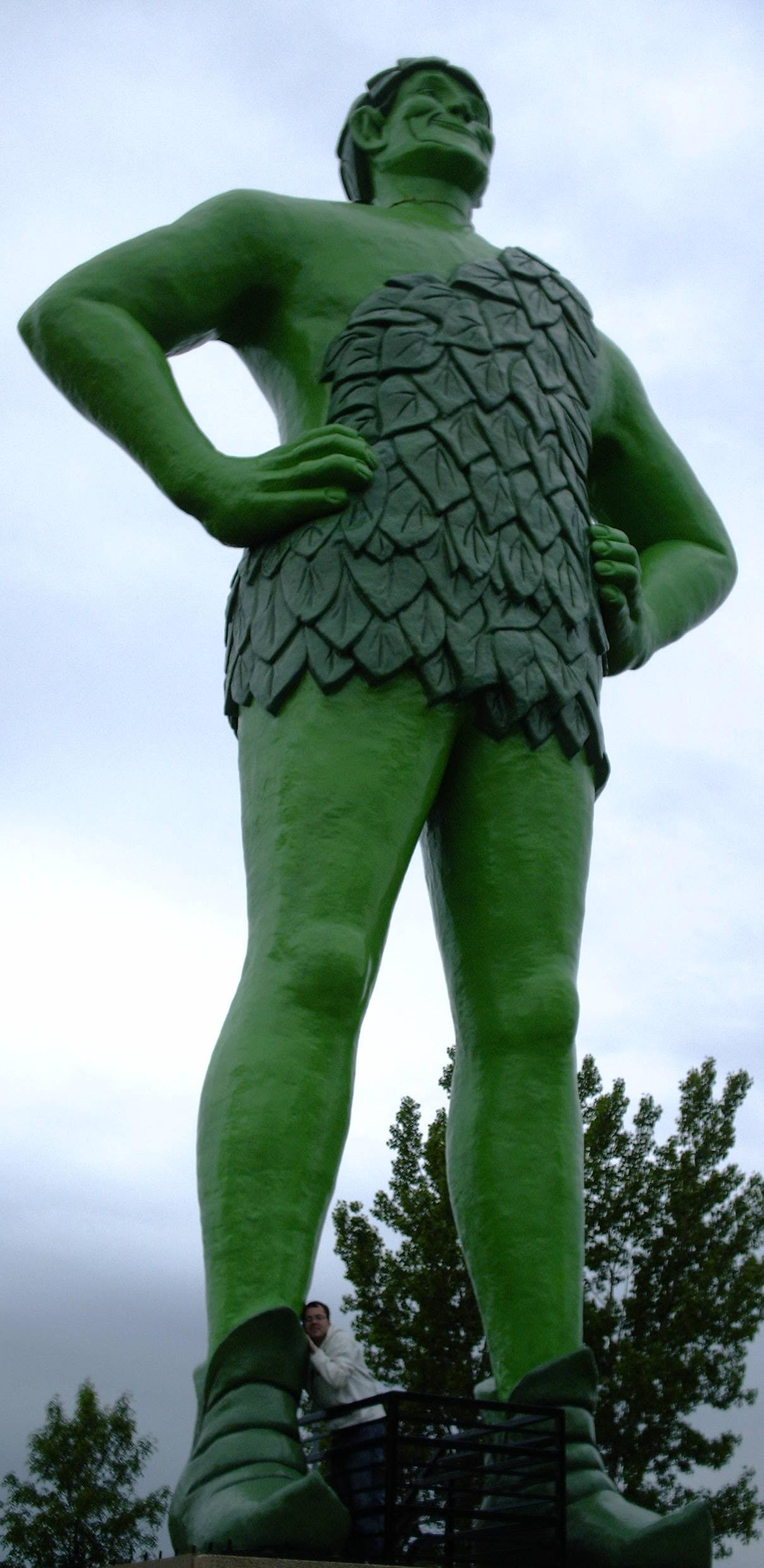
Statue du Géant Vert à Blue Earth, Minnesota.

En 1926, la société américaine Minnesota Valley Canning Company, qui prendra par la suite le nom de Green Giant, crée la marque « Géant Vert » pour commercialiser des petits pois, plus grands que les petits pois habituels. Cette marque, toujours utilisée, est devenue la propriété de General Mills. La même année, en France, la société Bonduelle, qui est devenue le numéro un en Europe des légumes en conserve, produit à l'usine Bonduelle de Renescure (Nord) ses premières boîtes de petits pois.
À partir de 1979, un semencier américain, Rogers (filiale de Syngenta), commercialise, sous le nom de 'sugar snap pea', un nouveau cultivar de la variété pois gourmand à gousse charnue dont le marché se développe aux États-Unis.
Ce type de pois était déjà connu dans le passé ; parmi les pois sans parchemin présenté par Vilmorin-Andrieux dans Les Plantes potagères (première édition en 1883) figurait une variété appelée « pois beurre » aux gousses charnues dont l'épaisseur atteignait un demi-centimètre.
Le pois sec a connu un nouveau développement vers la fin du XXe siècle, orienté surtout vers l'alimentation animale, en Europe d'abord, puis au Canada et en Australie notamment.
En Europe, notamment en France, la culture du pois protéagineux s'est fortement développée dans les années 1970-1980 comme source de protéines pour l'alimentation animale. Le facteur déclencheur fut l'embargo décrété en 1973 par les États-Unis sur leurs exportations de tourteaux de soja, qui mit en évidence la dépendance stratégique de l'Europe vis-à-vis des importations de protéines d'origine végétale.
En France, les surfaces cultivées sont ainsi passées de 500 hectares en 1977 à 500 000 hectares en 1985. Depuis la fin des années 1990, les surfaces ensemencées en pois ont eu tendance à régresser du fait de la baisse relative des aides communautaires, et de la stagnation des rendements, jusqu'à atteindre 100 000 hectares en 2008. Instauré en 2009, un « plan protéagineux » français de subventionnement spécifique a fait remonter la surface cultivée à 182 000 hectares en 2011.
Depuis le début des années 1990, le Canada, cherchant à diversifier ses productions agricoles, a doublé sa production de pois secs (cultivés principalement dans les provinces de Manitoba, Saskatchewan et Alberta) dont il est devenu le premier producteur mondial et également le premier exportateur, notamment vers l'Inde - pour des débouchés en alimentation humaine essentiellement.
En 1998, une carte génétique consensuelle du pois est établie et validée par les résultats obtenus dans trois laboratoires différents,.

## Utilisations alimentaires
L'espèce Pisum sativum fournit plusieurs types d'aliments tant pour l'homme que pour les animaux :
- les pois secs, c'est-à-dire les graines récoltées à maturité, constituent un légume sec, et sont aussi données aux animaux domestiques soit telles quelles (volailles, oiseaux) soit sous forme de farines (porcins, bovins) ; ces graines sont aussi une matière première pour l'industrie de transformation (amidonnerie, extraits protéiques) ;
- les pois frais, soit sous forme de graines immatures, soit de gousses entières également immatures, sont un légume frais (« petits pois », « pois mangetout » ou « pois gourmands ») ;
- les jeunes pousses feuillées sont aussi consommées en légume, particulièrement en Asie, ainsi que les graines germées ;
- la plante entière fournit un fourrage aux ruminants, soit en sec, soit en vert, frais ou ensilé ; on utilise aussi à cet effet la « paille », c'est-à-dire les fanes restant sur le terrain après la récolte des gousses ou des graines.

### Composition et valeur nutritive

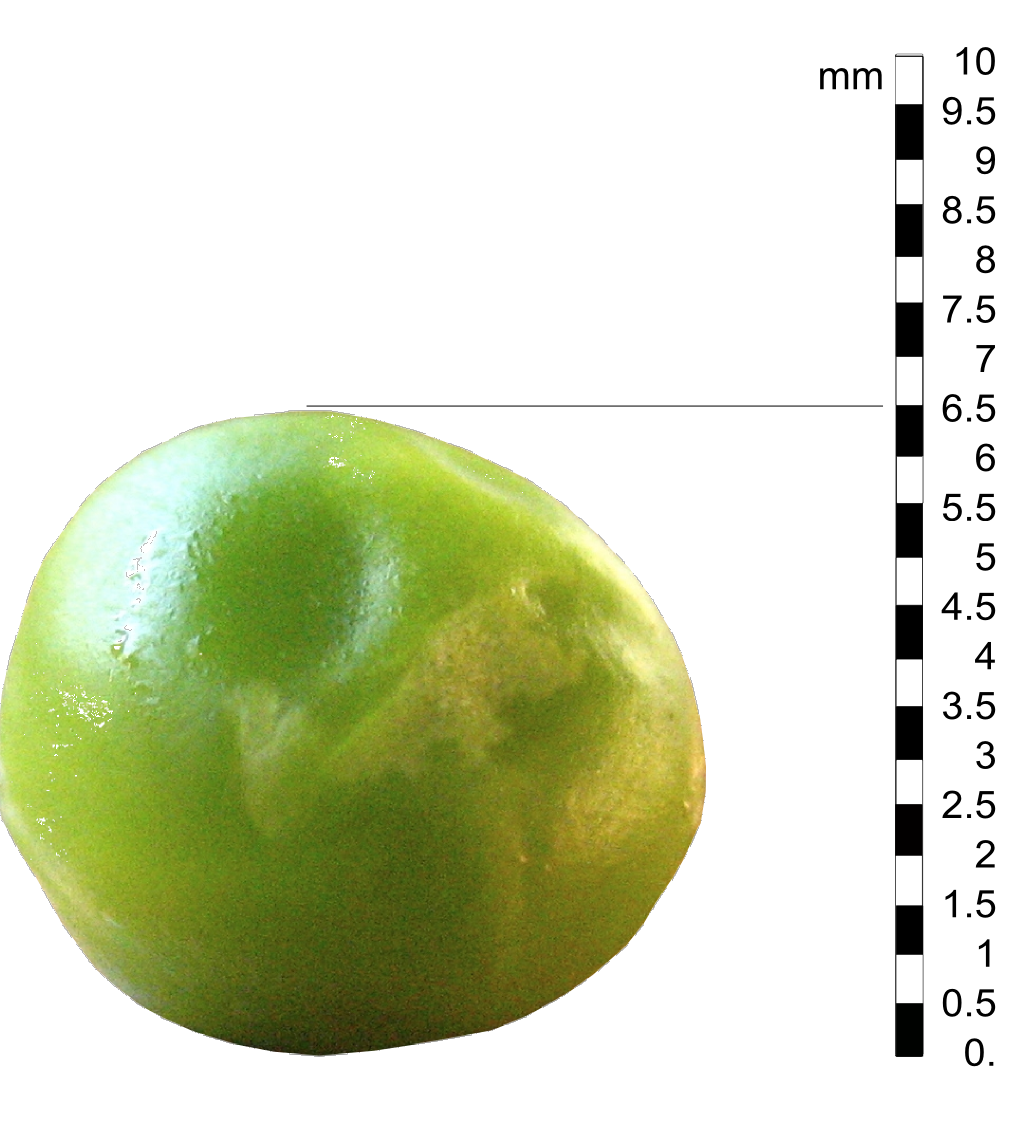
Le petit pois.

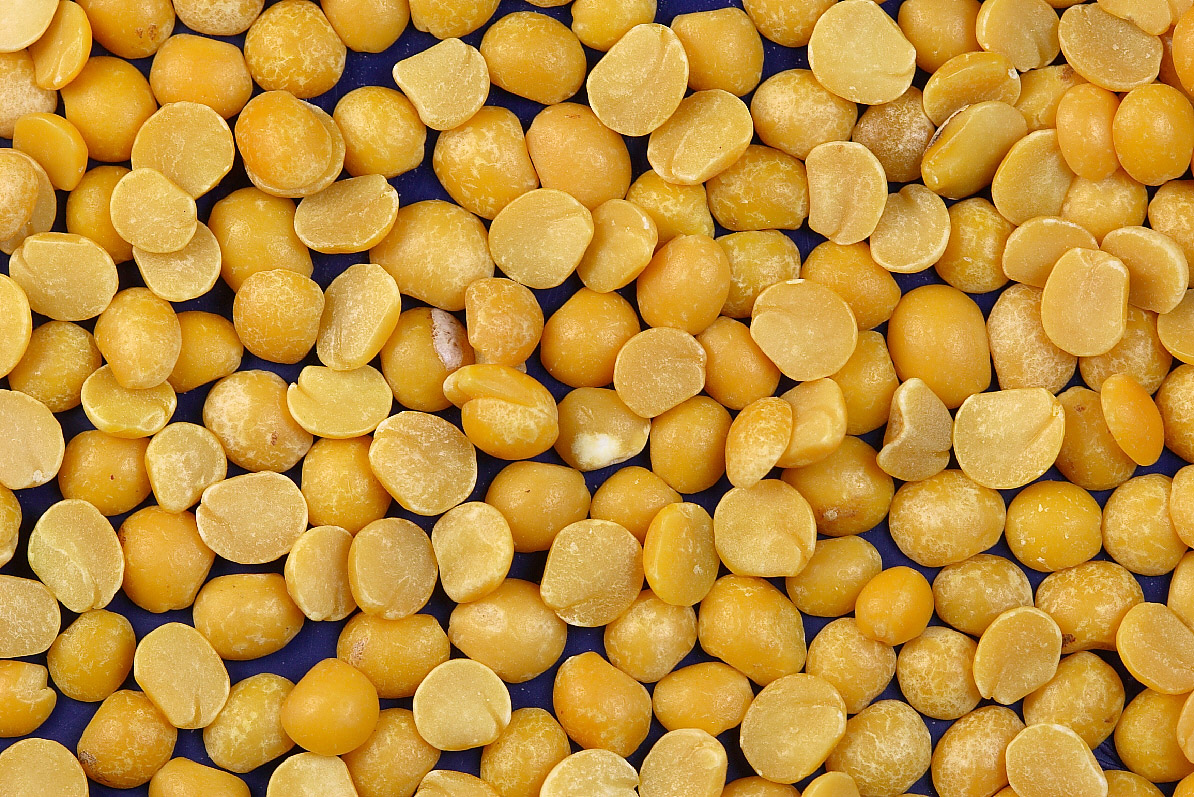
Pois cassés.

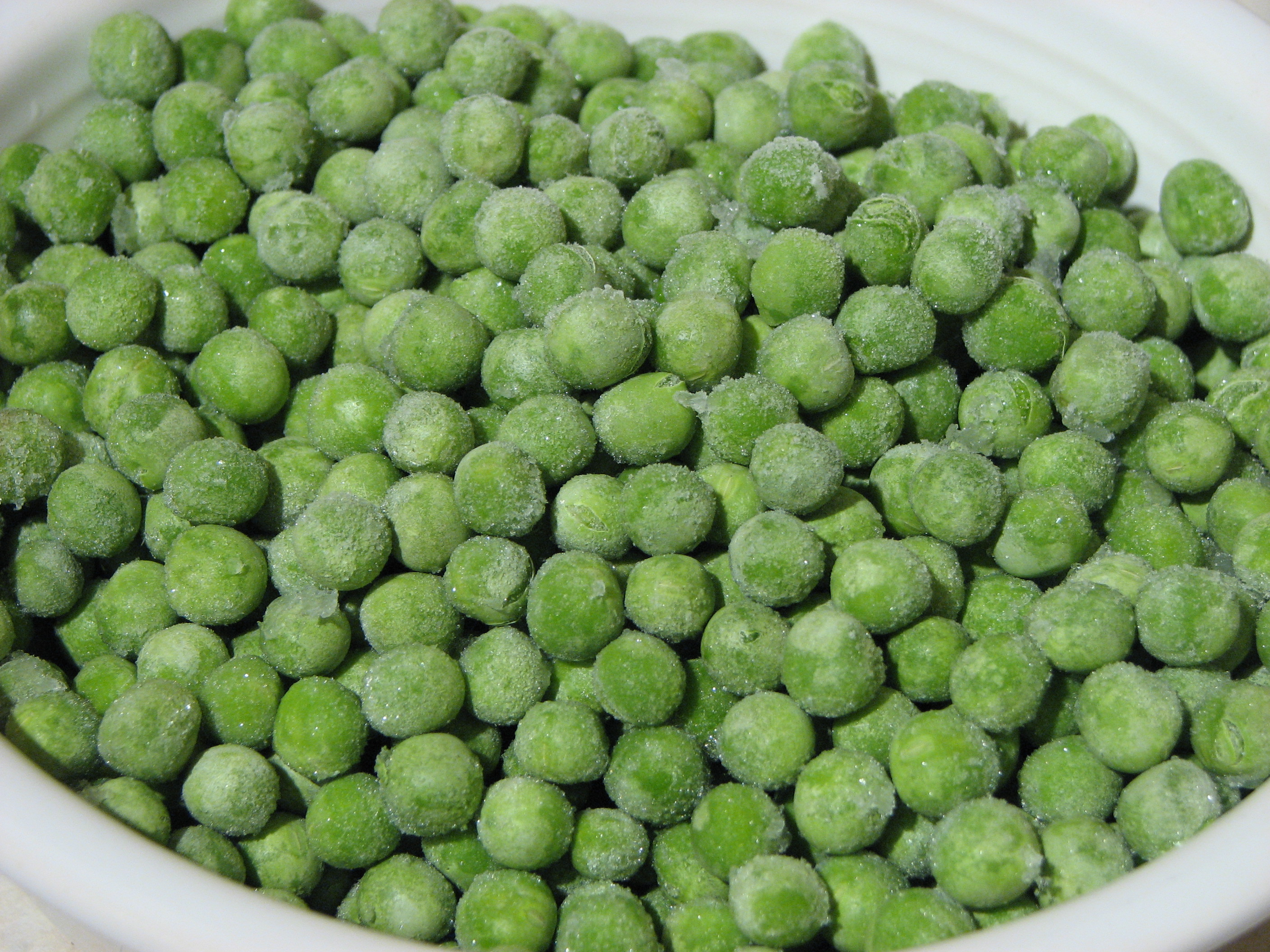
Petits pois surgelés.

Frais ou secs, les pois ont en commun d'être des aliments riches en énergie et en protéines.
Les pois secs (12 % d'humidité) sont des féculents, comparables à d'autres légumineuses (haricots secs, lentilles, fèves sèches, pois chiches), et aux céréales par leur valeur énergétique (330 cal/100 g). La partie glucidique des pois est formée essentiellement d'amidon (amylose et amylopectine en proportion variable selon les variétés) qui représente en moyenne 50 % de la graine, et de sucres (environ 6 %), comprenant du saccharose et des oligosaccharides, dont le stachyose, qui peuvent être responsables de phénomènes de flatulence. Comme toutes les graines de légumineuses, ils ont un index glycémique modéré, voisin de 32 (100 étant la valeur attribuée par convention au glucose).
Ils sont aussi riches en protéines. Celles-ci, à teneur élevée en lysine, sont toutefois déficientes en certains acides aminés essentiels comme la méthionine et le tryptophane. En les associant avec des aliments à base de céréales (par exemple du pain), qui sont au contraire déficients en lysine, on obtient une bonne complémentarité.
En alimentation animale, le pois fait partie des plantes protéagineuses et constitue l'une des « matières riches en protéines » (MRP) aux côtés d'autres produits ou sous-produits entrant dans la composition des rations animales, comme la fèverole, le lupin, la luzerne, les tourteaux de soja, de colza, de tournesol, etc.
Leur richesse en fibres est considérée comme un atout en nutrition humaine, mais pas en nutrition animale car elles contrarient l'assimilation des protéines et de l'amidon par les animaux monogastriques.
Les pois sont une bonne source de minéraux, notamment potassium, phosphore, calcium et fer, ainsi que de vitamines B, notamment de folate ou vitamine B9 (70 μg/100 g). Ils se distinguent également par leur très faible teneur en matières grasses, moins de 2 %, majoritairement constituées d'acides gras insaturés ou polyinsaturés, et par l'absence de gluten.
Les petits pois, plus riches en eau (74 %), n'apportent que 92 cal/100 g (crus), mais sont plus énergétiques que la majorité des légumes verts. Ils sont plus riches en sucres solubles que les pois secs. Ils sont aussi intéressants pour leurs apports en lysine et en fibres, composées en majorité d'hémicelluloses lorsqu'ils sont jeunes.
Les petits pois sont aussi une bonne source de vitamine C (acide ascorbique) avec 25 mg/100 g.
Les graines de pois secs contiennent divers facteurs antinutritionnels, notamment des facteurs antitrypsiques, des phytohémagglutinines et des tanins, en quantités toutefois nettement plus faibles que chez d'autres légumineuses comme le haricot ou le soja. Les tanins présents dans le tégument des graines donnent des pois de couleur brunes. Les variétés à graines vertes et jaunes ont un tégument sans tanins laissant voir par transparence la couleur des cotylédons, verts s'ils contiennent de la chlorophylle, jaune sinon. Les variétés à fleurs blanches sont très généralement sans tanins. Toutes les variétés de pois protéagineux sont à fleurs blanches. Les pois potagers sont à fleurs blanches lorsqu'ils sont destinés à être mangés en frais et parfois à fleurs violettes pour les mangetouts. Les tanins donnent un goût amer aux graines et diminuent leur digestibilité.
La consommation de pois peut provoquer des réactions allergiques chez certaines personnes, notamment en réaction croisée avec des allergènes de la lentille. Elles sont provoquées par certaines protéines, les vicilines, présentes aussi chez la lentille et d'autres légumineuses.

### Alimentation humaine

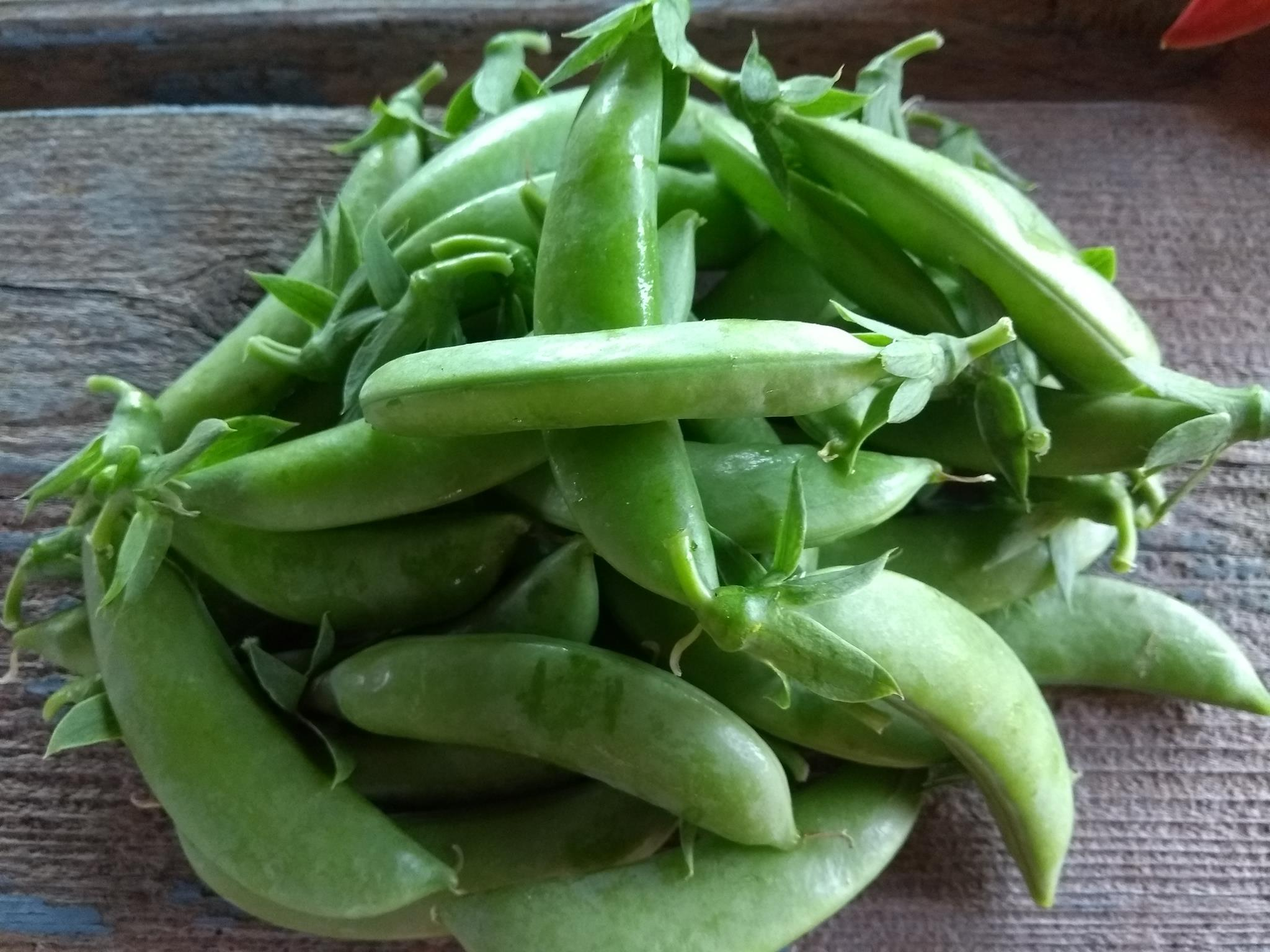
Le pois sucré est comme le mange-tout : il se mange en entier, avec sa cosse juteuse et sucrée.

Le pois potager se consomme soit sec, soit frais.
Sec, il est appelé « pois cassé ». La graine est débarrassée de ses téguments et les deux cotylédons sont séparés. Le pois cassé est souvent préparé en purée. Il est vert ou jaune.

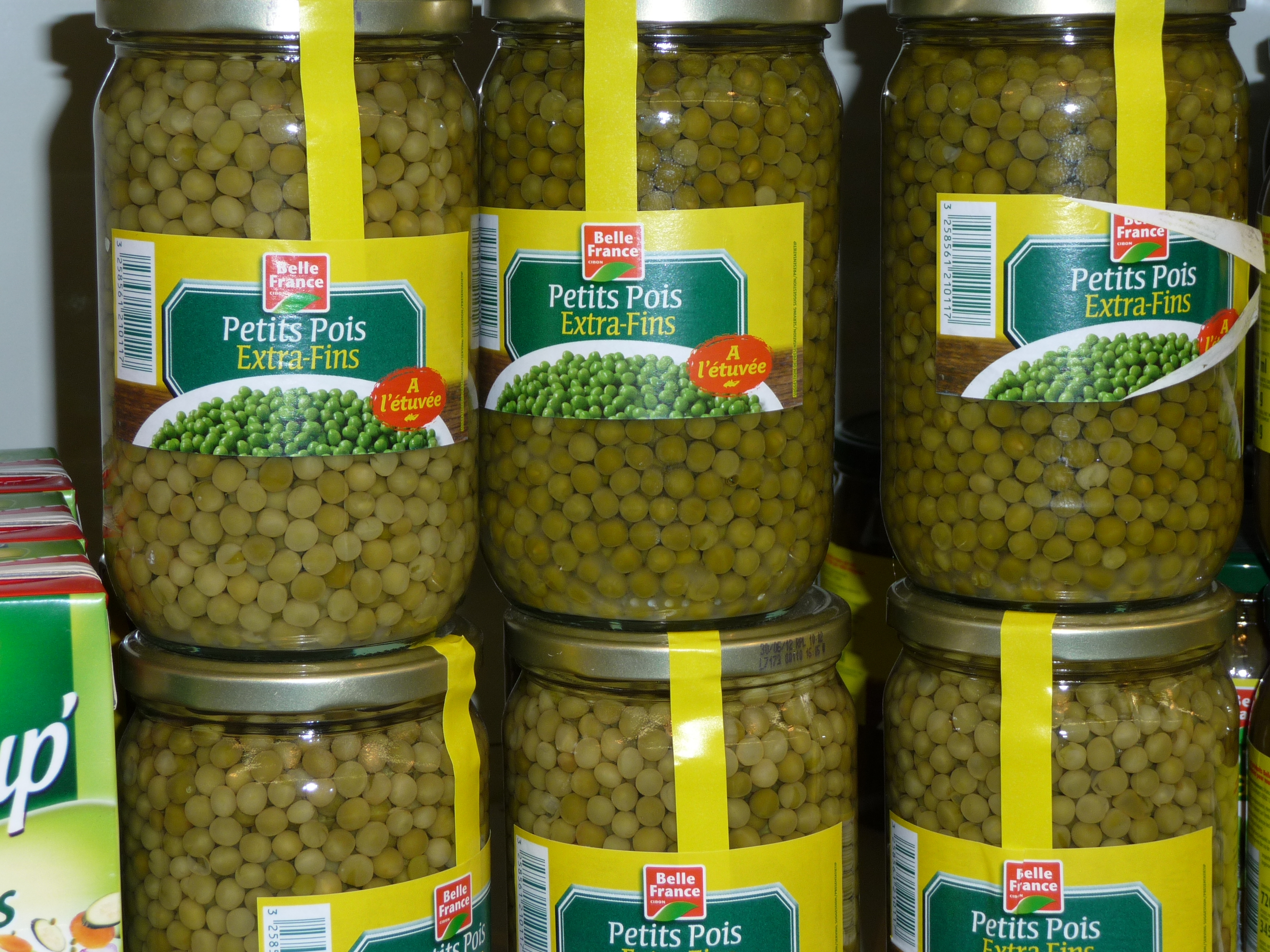
Petits pois en bocaux. L'appertisation altère la couleur des petits pois.

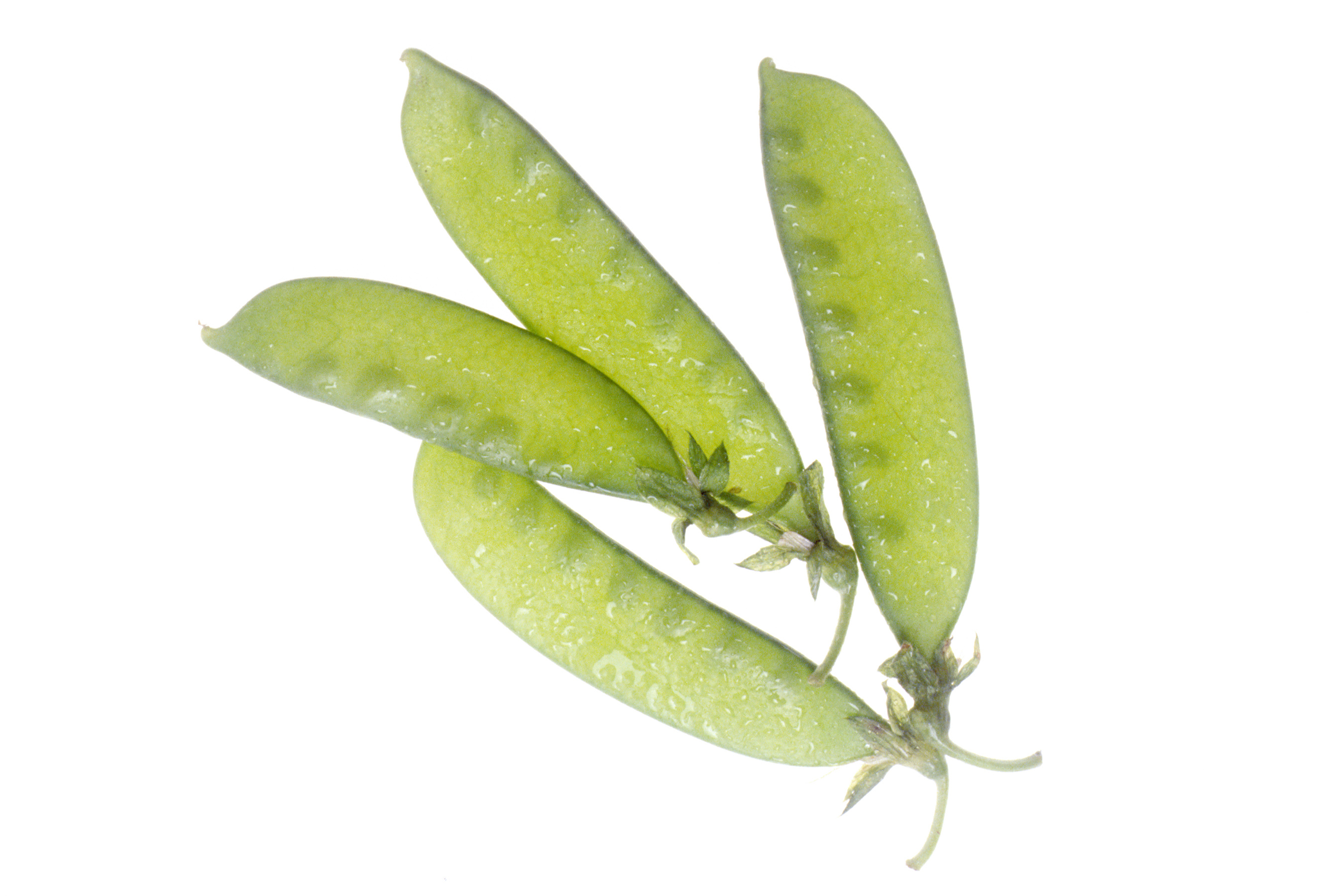
Pois mangetout.

Frais, on consomme soit les graines seules : c'est le « petit pois », ou pois vert, lancé en France à l'époque de Louis XIV ; soit la gousse entière : c'est le « mangetout », ou « pois gourmand », qui a une gousse plate et se consomme avant la formation complète des grains (sinon, du parchemin se forme sur la gousse). Les Américains ont relancé le « croquetout » (sugar snap pea), une sorte de mangetout qui se consomme une fois les grains formés et dont la gousse est ronde et charnue. Il est plus sucré et plus croquant que le mangetout.
Les feuilles tendres et les jeunes pousses sont également parfois consommées, notamment en Asie.
Le petit pois est la matière première d'une importante industrie de mise en conserve (appertisation et surgélation).
Les graines de pois secs torréfiées constituent un ersatz de café.

#### Commercialisation
| Calibre    | Dimensions des cribles ronds |
| ---------- | ---------------------------- |
| extra-fins | jusqu'à 7,5 mm               |
| très fins  | jusqu'à 8,2 mm               |
| fins       | jusqu'à 8,75 mm              |
| mi-fins    | jusqu'à 10,2 mm              |
| moyens     | plus de 10,2 mm              |

Les petits pois se présentent sous trois formes : frais, en conserve ou surgelés. En France, la consommation est estimée à 2,2 kg par personne et par an, dont seulement 250 g de petits pois frais à écosser (chiffres 2001).
Les petits pois frais, commercialisés en gousses, sont un produit de saison dont la part est relativement marginale dans la consommation. Dans l'Union européenne, les pois à écosser et les mangetouts doivent respecter des normes de commercialisation fixées par un règlement communautaire de 1999, qui prévoit notamment leur classement en deux catégories.
Les petits pois en conserve (appertisés) sont disponibles toute l'année et constituent l'essentiel du marché. Ils sont souvent vendus en mélange avec de jeunes carottes.
Les petits pois surgelés se sont développés depuis la fin de la Deuxième Guerre mondiale. Leur part, qui était d'environ 30 % en 2001 en France, tend à progresser.

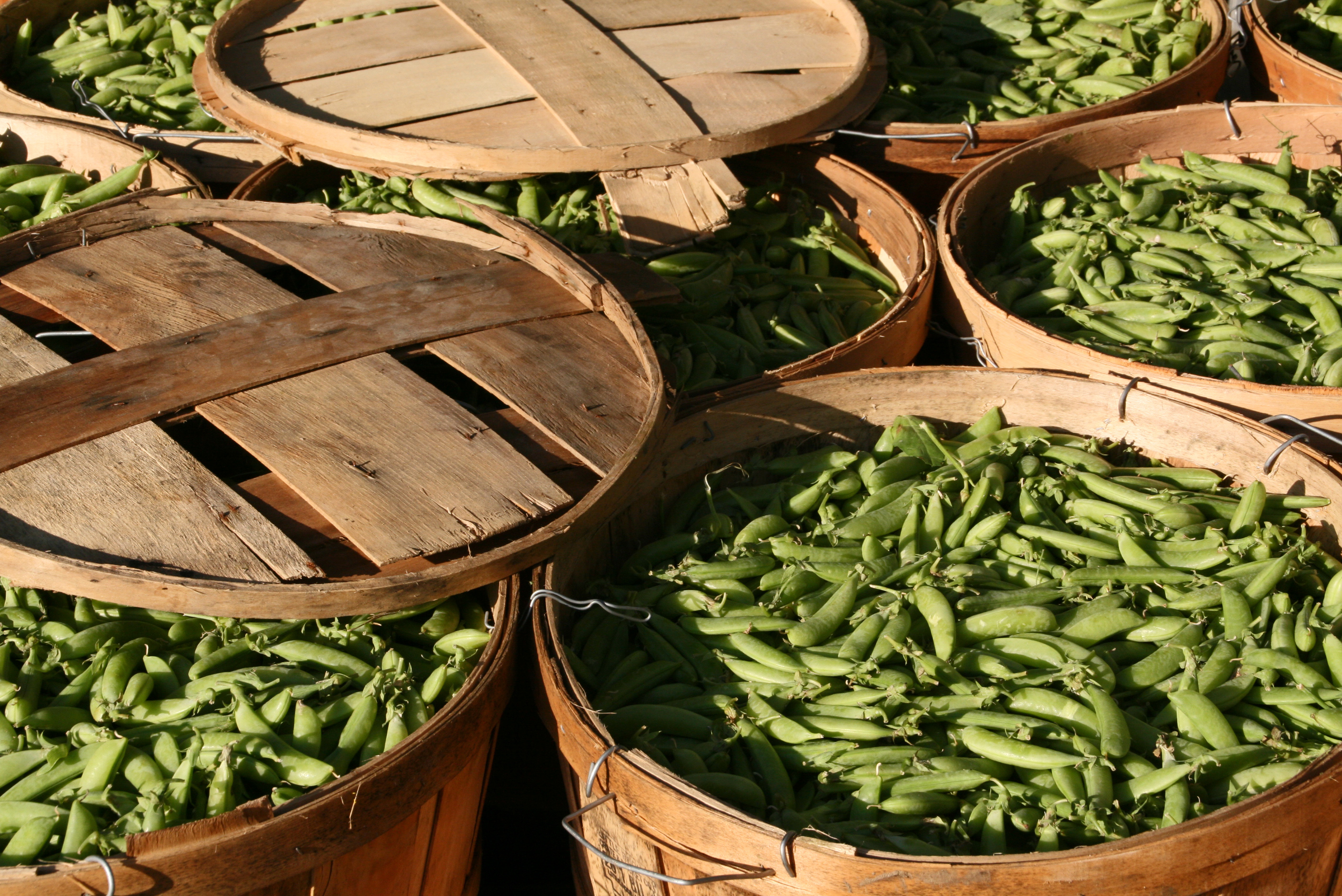
Cageots de petits pois à écosser, marché de Union Square Greenmarket, New York.

Pour les petits pois en conserve et surgelés, les normes Codex prévoient la possibilité de calibrer les pois en trois ou cinq classes, d'extra-fins à moyens. Les catégories les plus fines sont très recherchées pour les conserves, moins pour les surgelés. Il existe chez ces derniers une catégorie de calibre assez gros (supérieur à 9 mm) vendus sous le nom de garden peas ou « gros pois anglais ».

#### Traditions culinaires

##### Les pois frais
« Les petits pois sont sans contredit le meilleur de tous les légumes qui se mangent à Paris »

— Grimod de La Reynière, Le Gastronome français ou l'art de bien vivre.

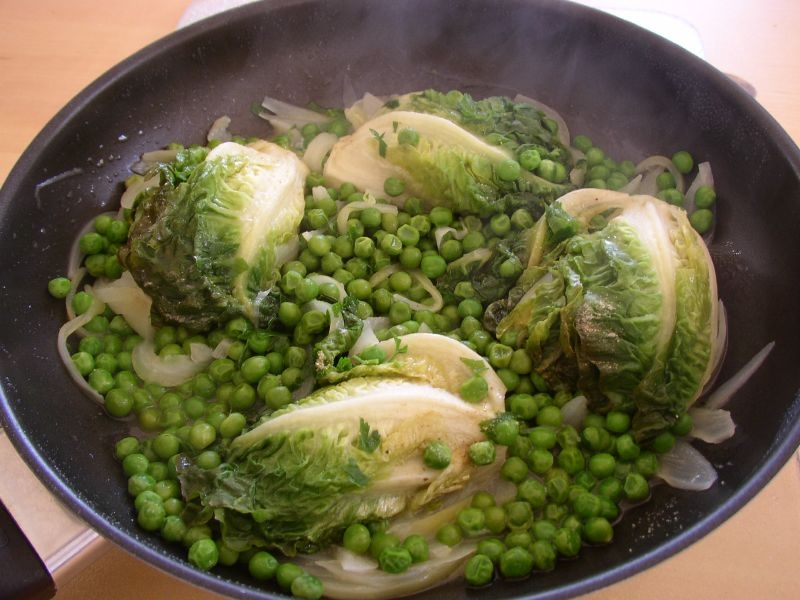
Cœurs de laitue braisés aux petits pois.

Les petits pois frais servent de légume d'accompagnement et sont préparés traditionnellement « à l'anglaise » ou « à la française ». À l'anglaise, les petits pois sont cuits dans de l'eau salée portée à ébullition. En fin de cuisson on les égoutte et on ajoute du beurre (les Anglais ajoutent aussi de la menthe). À la française, ils sont cuits à l'étuvée au beurre, avec des petits oignons nouveaux et de la laitue, mouillés d'un peu d'eau. Au moment de servir, ils sont liés avec du beurre ou de la crème.
Ils entrent aussi dans la préparation de salades, de jardinières de légumes, de macédoines et de purées.

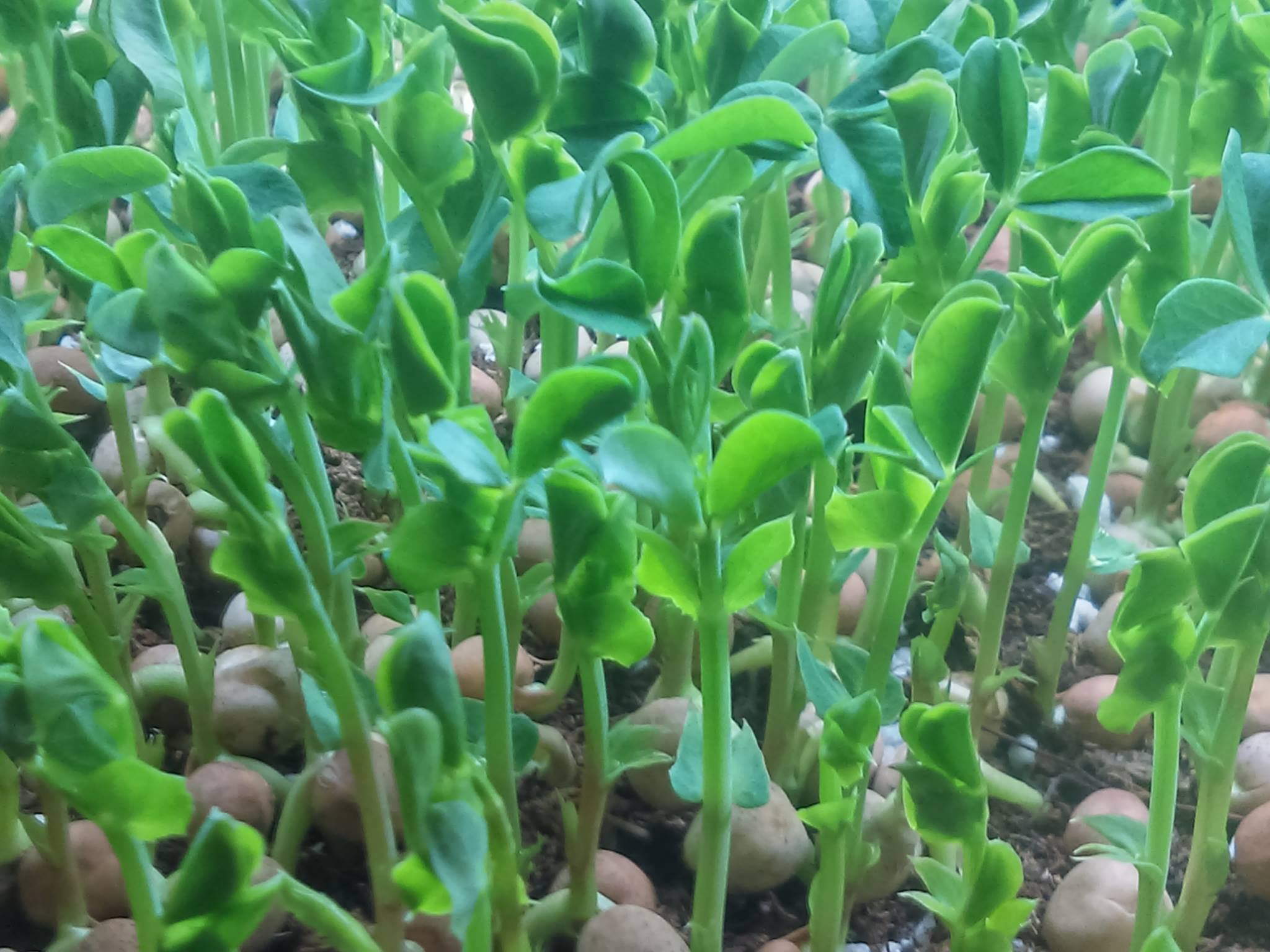
Les pois peuvent être consommés en micropousses.

Dans la cuisine française, l'expression « à la Clamart » signifie accompagné d'une garniture aux petits pois (exemple : escalope de veau à la Clamart). Clamart est le nom d'une ancienne variété de pois ronds qui était cultivée dans la commune éponyme des Hauts-de-Seine. « À la Fontanges » désigne un potage préparé à base d'une purée de petits pois frais, éclaircie au consommé et additionnée d'oseille et de cerfeuil. Cette recette a été ainsi dénommée en l'honneur de Marie-Angélique de Scorailles de Roussille, duchesse de Fontanges, qui fut la maîtresse de Louis XIV et mourut à l'âge de vingt ans en 1681. « À la Saint-Germain », à l'étymologie obscure, s'applique à une recette de purée de pois ainsi qu'à diverses garnitures contenant des petits pois.
Appréciés pour leur saveur sucrée quand ils sont fraîchement cueillis, les petits pois peuvent se consommer crus.
Les gousses de mangetout, appelés hé lán dòu, 荷兰豆 en chinois, sont utilisées dans diverses recettes, par exemple sautées à la poêle ou au wok, notamment dans la cuisine chinoise des États-Unis.
Les gousses de pois ne se conservent pas facilement une fois cueillies, et doivent, si elles ne sont pas employées rapidement, être préservées par déshydratation, mises en conserve ou surgelées quelques heures après la récolte.
En Inde, les petits pois frais entrent dans diverses recettes telles que l’aloo matar (alū matar), une fricassée de pommes de terre et de pois ou le mattar paneer (en), des petits pois au fromage, préparé avec du fromage caillé panir, mais ils peuvent aussi bien être remplacés par des petits pois surgelés.
À Malte, on prépare des pastizzis, sorte de friands en pâte feuilletée fourrés d'une purée de petits pois ou de ricotta.

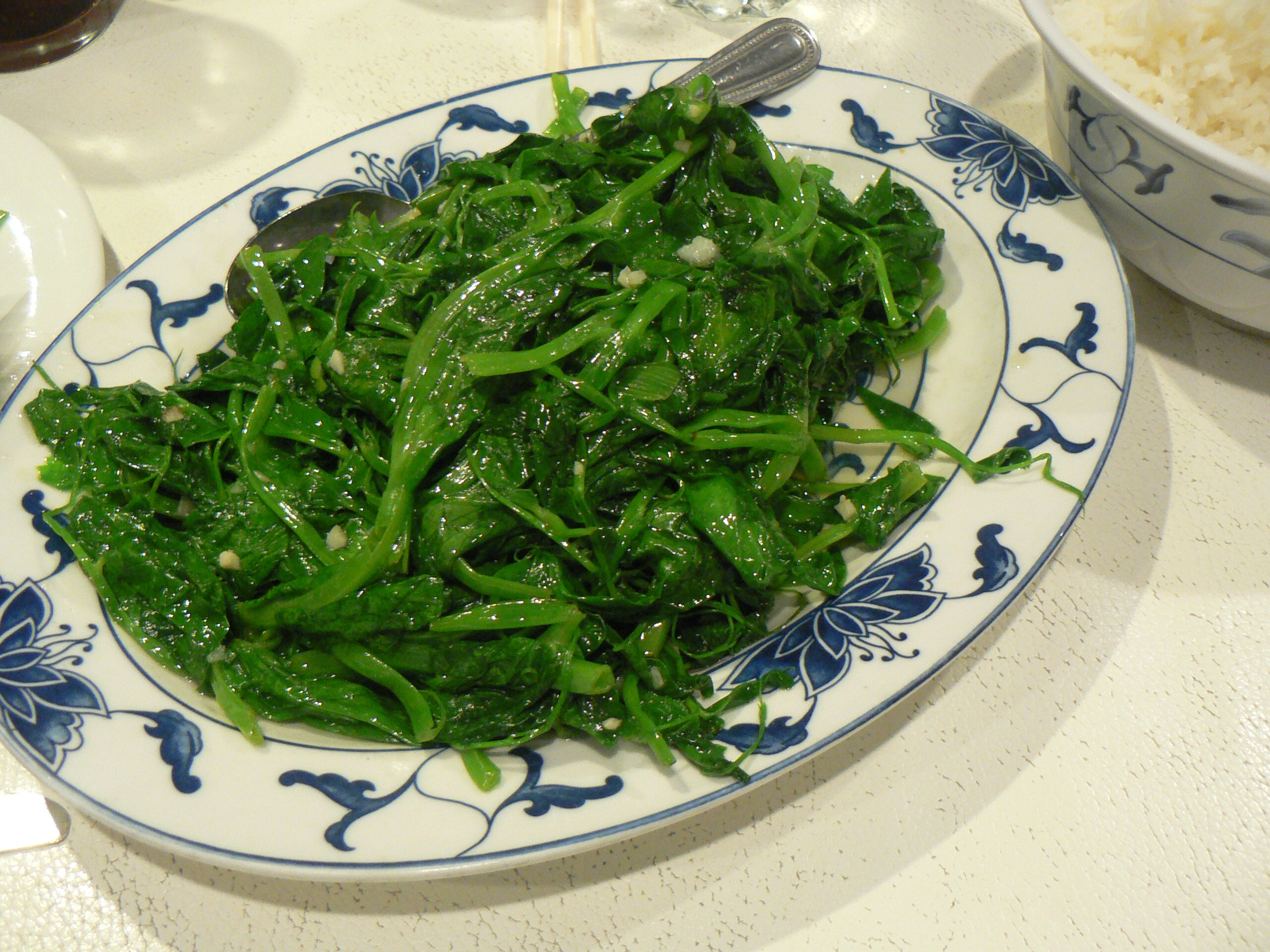
Pousses de pois poêlées.

Dans la cuisine chinoise, les germes de pois (豆苗; dòu miáo) sont couramment sautés à la poêle et leur prix est relativement élevé du fait de leur saveur agréable. Les jeunes pousses feuillées de pois y sont également appréciées comme légume.
Les gousses de petits pois à écosser, habituellement considérées comme non comestibles, peuvent être cuisinées, dans une optique de « cuisine de restes ». Les frères Troisgros ont ainsi proposé une recette de « potage de cosses de petits pois ».
Certaines formes de savoir-vivre requièrent que l'on mange les petits pois avec la seule fourchette, sans s'aider du couteau pour les pousser sur la fourchette.

##### Les pois secs

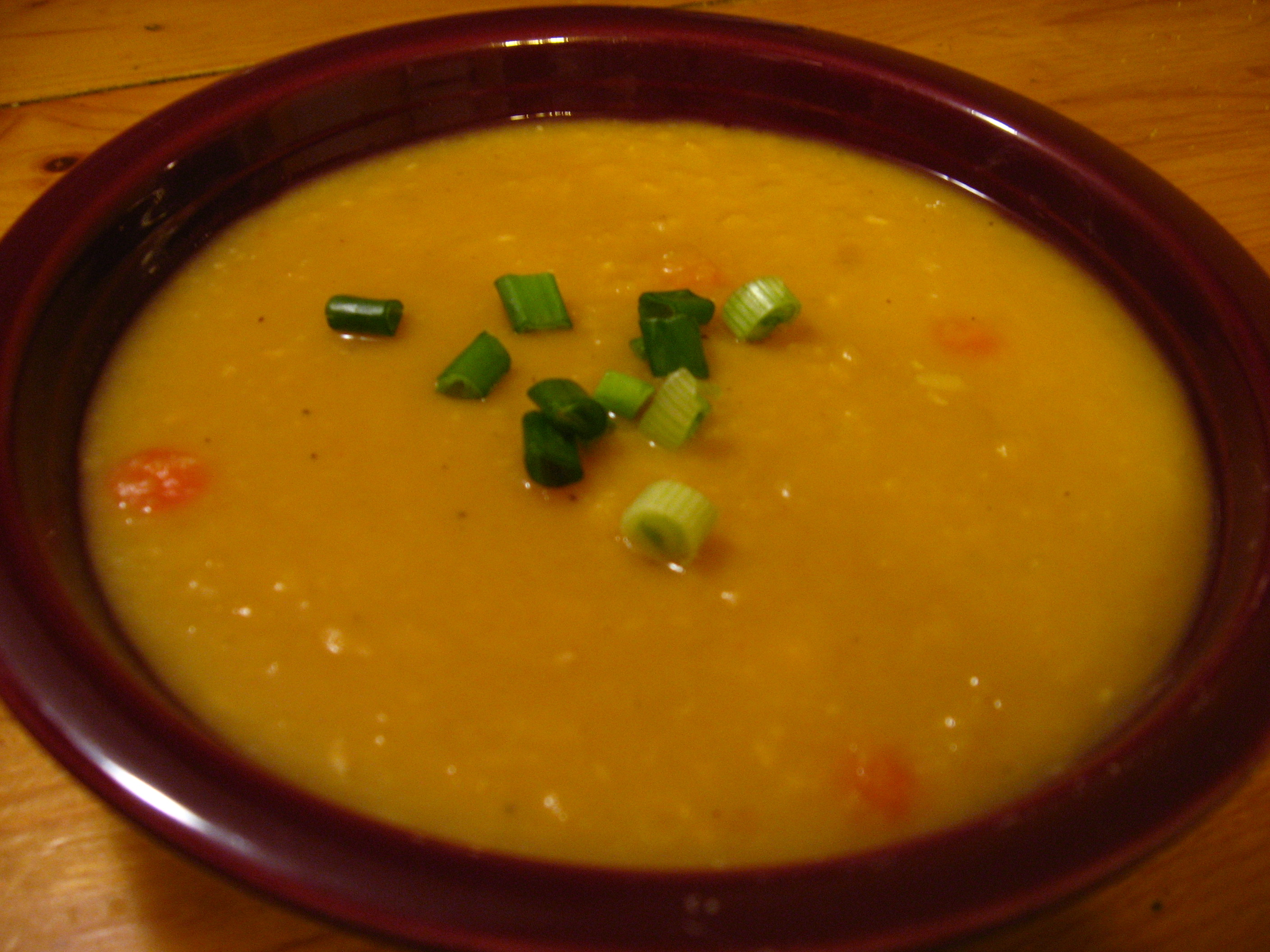
Soupe de pois cassés.

Les pois secs, que l'on trouve le plus souvent sous la forme de pois cassés, sont souvent préparés en soupe, en purée ou simplement préparés tels quels. Les pois secs entiers doivent être mis à tremper au minimum 12 heures avant la cuisson. Du bicarbonate de soude est parfois ajouté pour les adoucir.
La soupe de pois cassés est un plat traditionnel dans plusieurs pays d'Europe et d'Amérique du Nord.
Dans la cuisine suédoise, l’ärtsoppa (soupe de pois) est un plat traditionnel qui remonte à l'époque des Vikings. Il se préparait avec des pois à croissance rapide capables de mûrir malgré la courte saison de végétation. L’ärtsoppa était très populaire chez les pauvres qui n'avaient habituellement qu'un seul pot dans lequel tout devait cuire ensemble pour préparer le repas à l'aide d'un trépied pour maintenir le pot sur le feu. Quand il y avait du porc, il était connu sous le nom d’ärtsoppa och fläsk (soupe de pois au lard) et cette tradition a perduré jusqu'à nos jours. Après la christianisation de la Scandinavie, cette soupe était traditionnellement servie le jeudi soir car le vendredi était un jour de jeûne.
La soupe de pois jaunes est un plat emblématique du Québec. Dans Maria Chapdelaine de Louis Hemon, elle est décrite comme une nourriture commune de campagnes québécoises du début du XXe siècle.

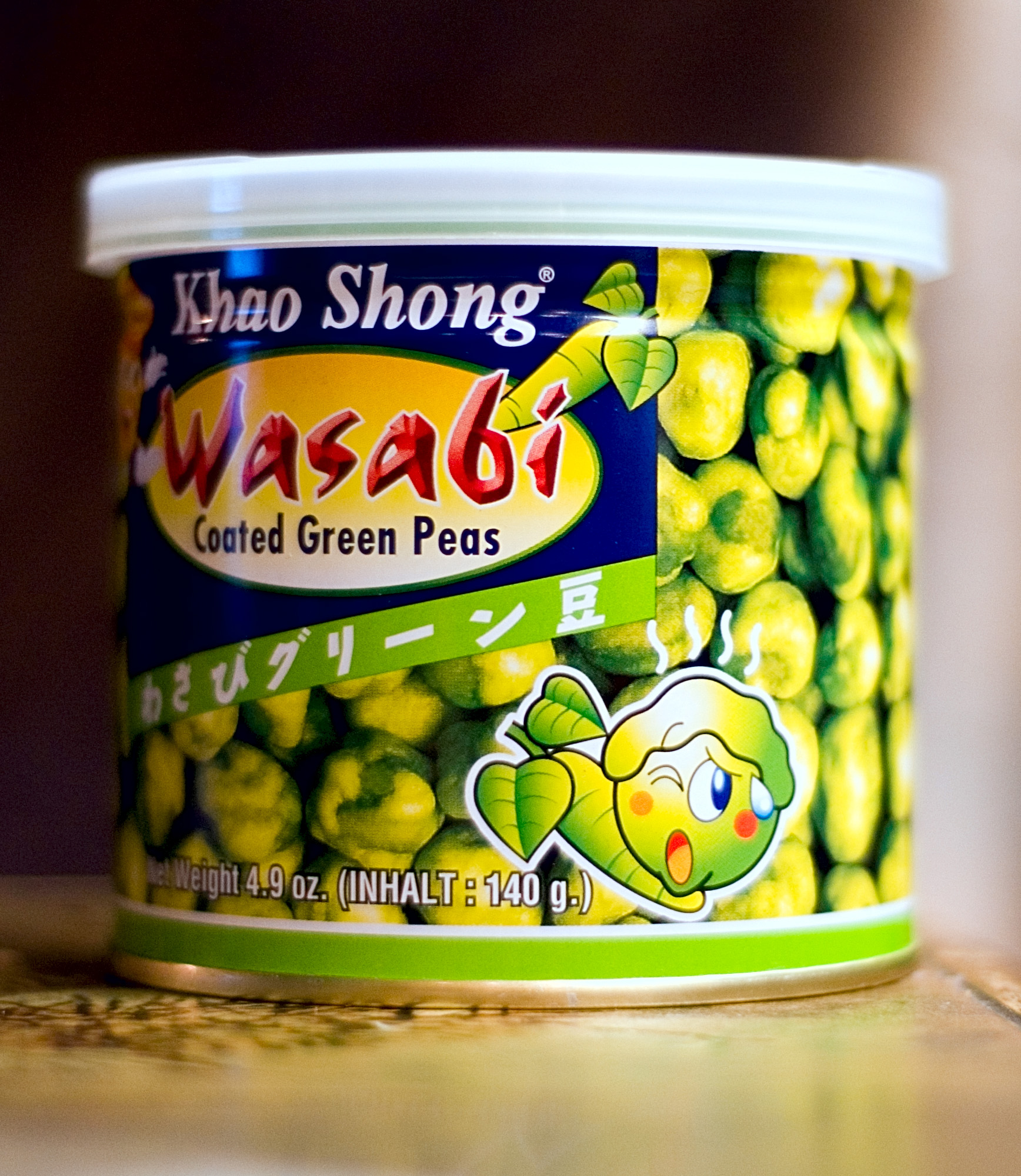
Pois au wasabi.

Au Japon, en Chine, à Taïwan et dans certains pays d'Asie du Sud-Est, dont la Thaïlande et la Malaisie, les pois secs sont rôtis et salés, et consommés comme amuse-gueules ; au Japon, on en trouve aromatisés au wasabi.
Au Royaume-Uni, les pois cassés servent à la préparation d'un plat traditionnel, la bouillie de pois (pease pudding).

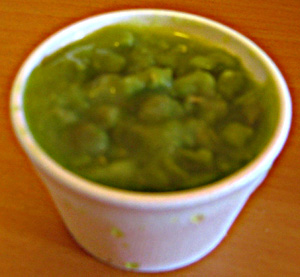
Mushy peas.

Les pois secs à grains verts ridés (marrowfat), réhydratés et écrasés, y sont connus sous le nom de mushy peas. C'est un plat populaire, originaire du nord de l'Angleterre mais maintenant très répandu, en particulier comme accompagnement du fish and chips. En 2005, un sondage sur 2 000 personnes montra que les pois étaient le septième légume favori des Britanniques.
En Grèce, en Tunisie, en Turquie, à Chypre, et dans d'autres régions méditerranéennes, les pois secs sont préparés en ragoût avec de la viande et des pommes de terre. En grec, ce ragoût s'appelle arakas, tandis qu'à Chypre et en Turquie on l'appelle 

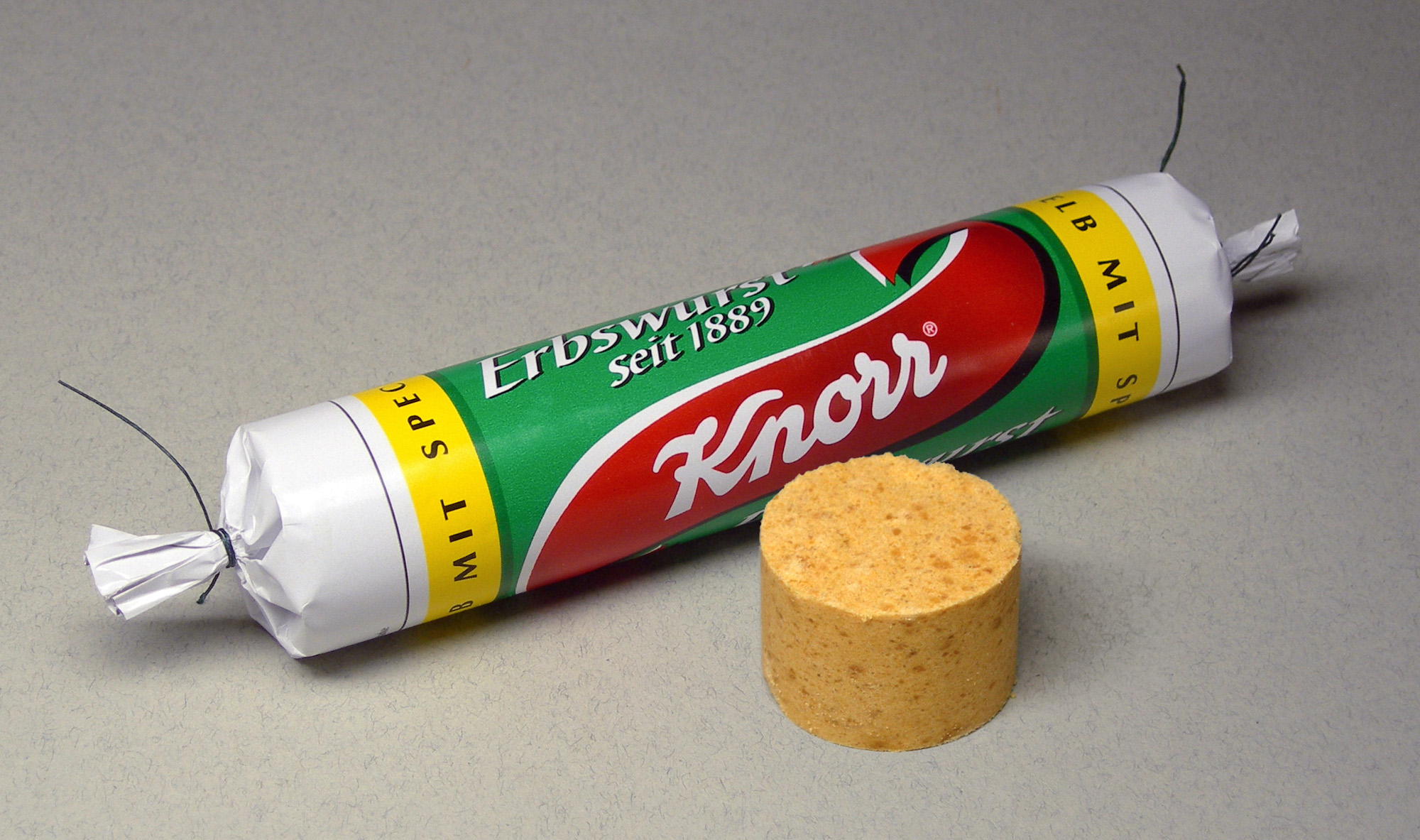
Erbswurst dans son emballage typique.

En Allemagne, on trouve dans les supermarchés une « saucisse de pois » (Erbswurst), vendue sous la marque Knorr. Il s'agit d'une préparation sous forme de pâte, composée essentiellement de pois et complétée de divers ingrédients, présentée dans un emballage en forme de saucisse, qui sert à préparer une soupe instantanée avec de l'eau bouillante. Elle fut inventée en 1867 par Johann Heinrich Grüneberg qui vendit la recette à l'État prussien pour alimenter les soldats de la guerre franco-prussienne de 1870.
En Éthiopie, où la consommation de pois est relativement importante (6  à   7 kg par personne et par an), on les consomme mijotés en ragoût (shiro wot, avec pois cassés moulus, kik wot, pois cassés cuits à l'eau).

### Alimentation animale
En général, on appelle « pois fourrager » tout type de pois destiné à l'alimentation animale, y compris les pois secs en grains qui sont appelés « pois protéagineux » en France, et ont connu un très fort développement de leurs surfaces de culture en France dans les années 1980. Il s'agit principalement de variétés semées au printemps.

Composition moyenne d'une graine de pois protéagineux.

En France, l'expression « pois fourrager » concernant certaines variétés est réservée à la plante entière, quand celle-ci est récoltée sous forme de fourrage ou d'ensilage. Le pois fourrager est généralement cultivé en association avec une céréale, triticale ou avoine, qui lui sert de tuteur et il est récolté sec ou immature. On utilise également la paille (c'est-à-dire les fanes) laissée sur le champ après la récolte des pois pour nourrir les ruminants.
Ces pois sont employés pour l'alimentation des porcs et des volailles pour leur richesse en énergie digestible (équivalente à celle du blé) et en lysine. Des études ont montré que les protéines du pois sont moins bien assimilées par les monogastriques que celles du soja. Il est toutefois possible de composer des aliments porcins équilibrés avec du blé et du tourteau de colza, qui apportent des acides aminés déficients dans le pois, tels la méthionine et la cystine, en remplacement d'aliments du type maïs - tourteau de soja, sous réserve d'un léger complément en acides aminés de synthèse (méthionine, tryptophane), solution intéressante dans les pays qui ne produisent pas suffisamment de soja et qui dépendent des importations, tels les pays européens et le Canada. En France, le pois protéagineux représente environ 20 % des formules d'aliments composés pour porcs.

## Autres utilisations

### Engrais vert
Le pois, à l'instar d'autres légumineuses à pousse rapide comme la vesce ou la gesse, peut être cultivé comme engrais vert. Il présente l'avantage, intéressant notamment en culture biologique, d'enrichir le sol en azote et d'améliorer sa structure.

### Extraction des dérivés de l'amidon et des protéines
Une partie de la production est transformée par l'industrie agro-alimentaire, qui en tire, outre des purées instantanées, divers dérivés de l'amidon (amidons natifs, amidons modifiés, sirop de glucose, maltodextrine, dextrose, isoglucose), des protéines (extrait protéique à plus de 45 %, concentré à 65 % de protéines, isolé à 90 % de protéines), et des fibres (fibres micronisées, c'est-à-dire broyées afin d'obtenir des particules de la taille du micron) contenues dans les graines de pois.
Ces produits, en concurrence avec ceux extraits d'autres légumineuses ou féculents, dont le soja et le maïs, ont des débouchés principalement dans le secteur agro-alimentaire (pâtisserie, biscuits apéritifs, charcuterie, yaourts, aliments diététiques et de santé, aliments infantiles, etc.), mais aussi dans les secteurs pharmaceutique, chimique, papetier, adhésifs, etc. Des recherches en cours visent à utiliser les dérivés protéiques dans de nouvelles applications, comme les films d'emballage biodégradables,.

### Usage médicinal

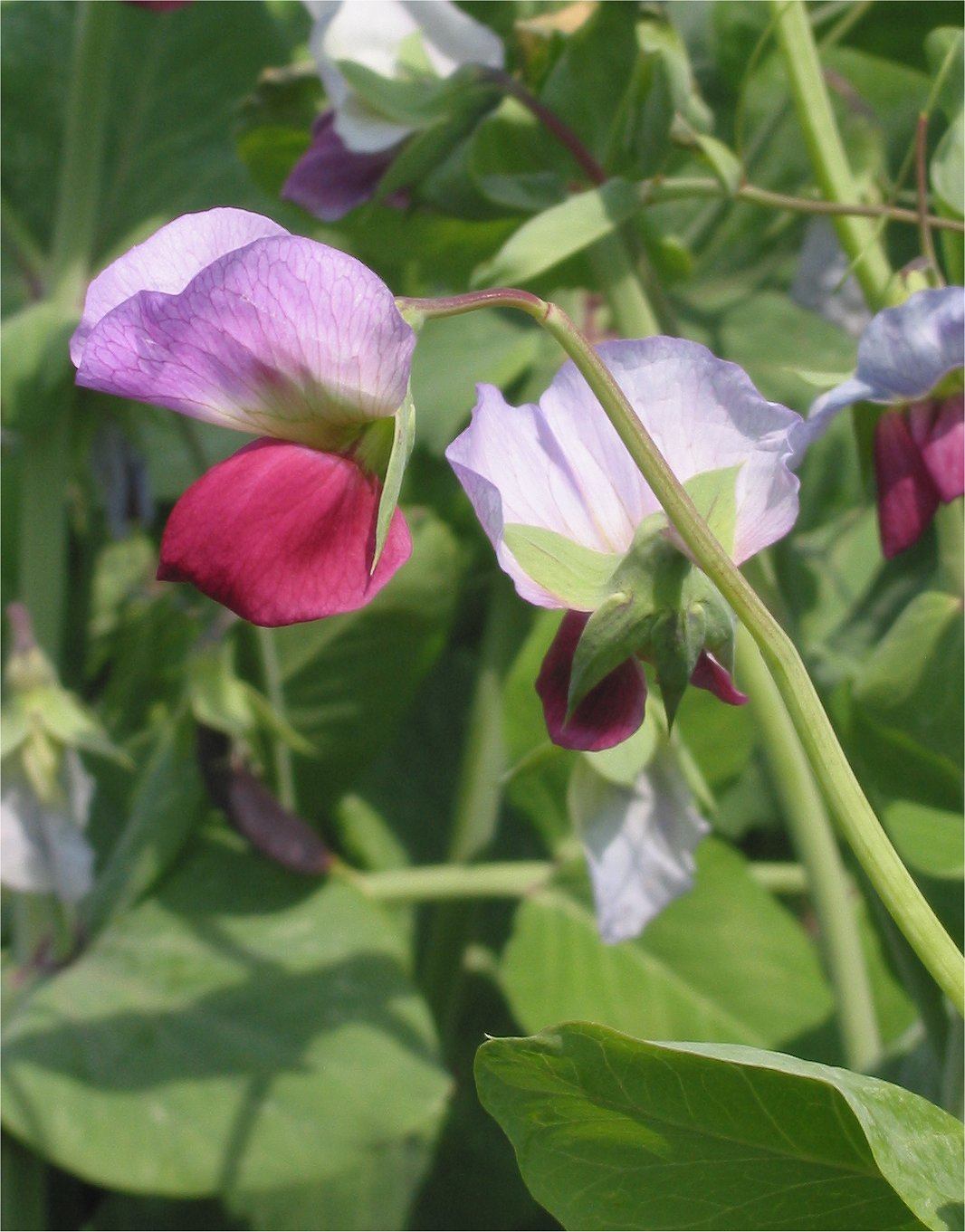
Variétés 'Blauwschokker' à fleurs rose et violet.

La farine de pois cassés a été utilisée pour confectionner des cataplasmes émollients.
Des études réalisées en Inde ont montré que l'huile extraite des pois secs a des propriétés contraceptives. Le principe actif est la m-xylohydroquinone.
Donnée aux femmes par voie orale sous forme de capsules de gélatine, elle permet une réduction de 60 % du taux de grossesse.

### Plante ornementale
Sans pouvoir rivaliser avec le pois de senteur, certaines variétés de pois ont un réel intérêt ornemental pour leurs fleurs, telles 'Magnum bonum' aux belles fleurs blanches, qui fut présentée à l'exposition florale de Chelsea en 1992, ou 'Blauwschokker' à fleurs rose et violet et gousses pourpres.

### Utilisations dans la recherche
Le pois est une plante modèle en génétique.

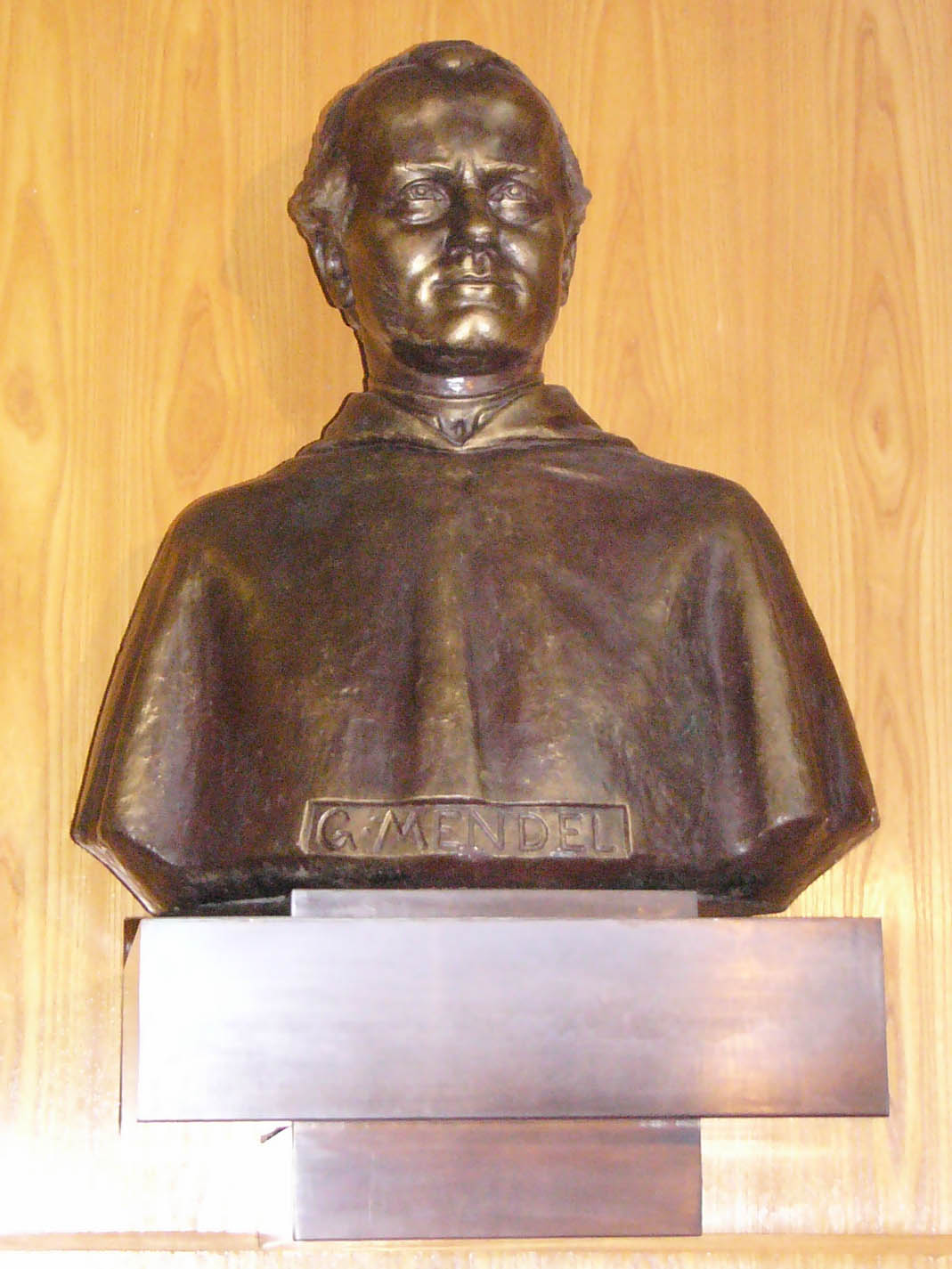
Johann Gregor Mendel.

Au milieu du XIXe siècle, le pois a servi à Johann Gregor Mendel, moine et botaniste autrichien, à établir les premières lois qui ont fondé la génétique moderne, les lois de Mendel. Ses travaux publiés sous le titre Versuche über Pflanzen-Hybriden (expériences sur l'hybridation des plantes) en 1865 n'ont toutefois été reconnus qu'au début du XXe siècle. Le choix de cette espèce tenait à son cycle court et à la facilité de sa culture, à son caractère autogame qui facilite la création de lignées pures et le contrôle des hybridations et à l'existence de cultivars aux caractères différenciés faciles à analyser, notamment couleur des fleurs, couleur et forme des graines et des gousses.
Bien avant Mendel, vers 1787, le botaniste anglais et président de la London Horticultural Society, Thomas Andrew Knight, alors qu'il cherchait à améliorer la production de pommes à cidre, fit des expériences de croisements sur le pois, matériau plus commode pour ses recherches, et obtint des résultats similaires, mais il ne sut pas en déduire de lois génétiques.
On lui doit la création, par hybridation, des premiers cultivars de pois à grains ridés, dont Mendel démontra qu'elles étaient l'expression d'un gène récessif.
Ses travaux furent continués par Thomas Laxton, sélectionneur anglais dont le nom est attaché à des cultivars de petits pois.
Des études ont montré la possibilité d'utiliser des graines de pois transgéniques comme véhicules pour la production d'anticorps recombinants utiles pour le diagnostic et la thérapie de certains cancers.
Le génome du pois comprend sept paires de chromosomes (2n=14). Sa taille est estimée à 4 500 Mpb, dont 90 % sont constituées de séquences répétées de type rétrotransposons.

## Culture

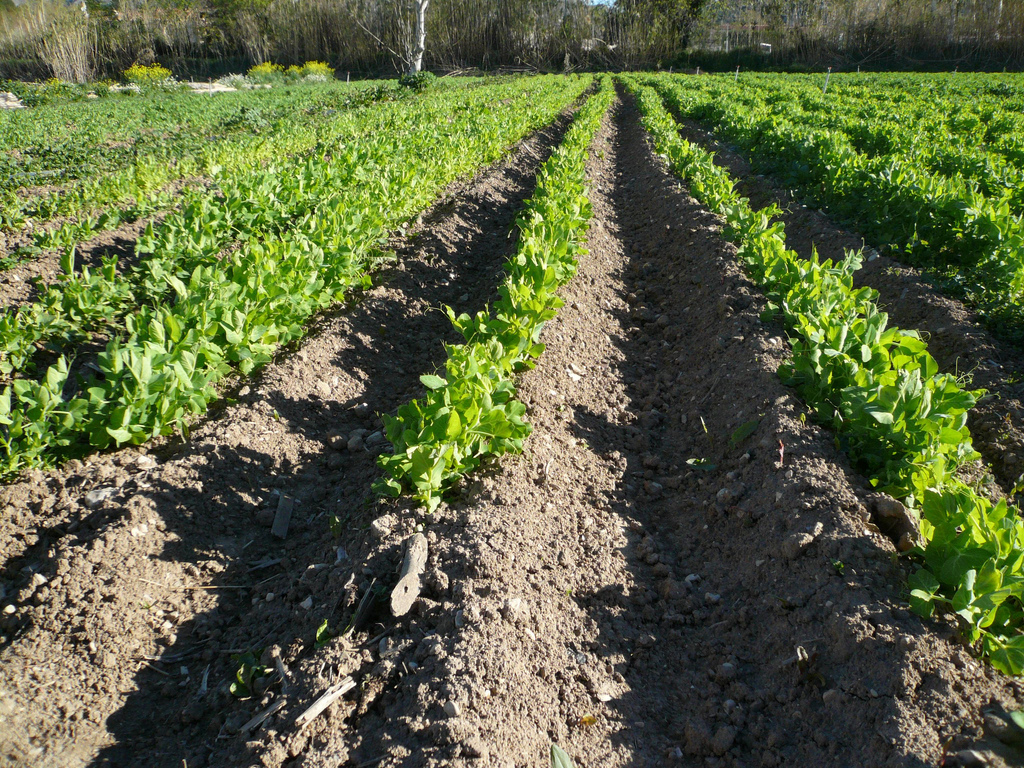
Champ de petits pois buttés (maraîchage).

Le pois est l'objet de plusieurs types de cultures selon les pays et la destination des produits. Les pois secs sont cultivés traditionnellement dans un certain nombre de pays du Tiers Monde où ils constituent une culture vivrière, pratiquée en saison froide ou dans des régions d'altitude, en particulier en Afrique orientale (Éthiopie, Ouganda, Kenya). Dans les pays développés (Europe, Canada, États-Unis), c'est essentiellement une culture mécanisée pour l'alimentation animale. Les petits pois sont surtout cultivés dans les pays occidentaux, principalement en grande culture pour la conserverie et la surgélation, mais aussi en maraîchage professionnel pour le marché du frais. Les pois sont souvent présents dans les jardins potagers familiaux.
Le pois se reproduit uniquement par graines. Il n'est généralement pas nécessaire d'inoculer les semences avec des souches de Rhizobium, mais cela peut s'avérer nécessaire dans des sols naturellement mal pourvus en bactéries.
Dans les pays tempérés, le pois se sème soit en fin d'hiver ou au début du printemps, soit en automne, dans les régions où les gelées ne sont pas trop à craindre (Midi de la France par exemple) ou plus au nord en recourant à des variétés résistant au froid (variétés d'hiver). Le pois est en effet une plante annuelle sans dormance, qui peut être semée sans nécessité de vernalisation. Les variétés d'hiver permettent de gagner en précocité de la récolte et en rendement. Pour les pois de conserve, semés au printemps, les semis sont échelonnés de manière à étaler la charge de travail des usines, avant que le relais soit pris par les flageolets et haricots verts. Dans les pays tropicaux et subtropicaux, le pois se cultive en saison froide.
Le cycle végétatif des pois est d'environ 140 jours pour les variétés de printemps pouvant descendre à 90 jours pour les variétés ultra-précoces et de 240 jours pour les variétés d'hiver.

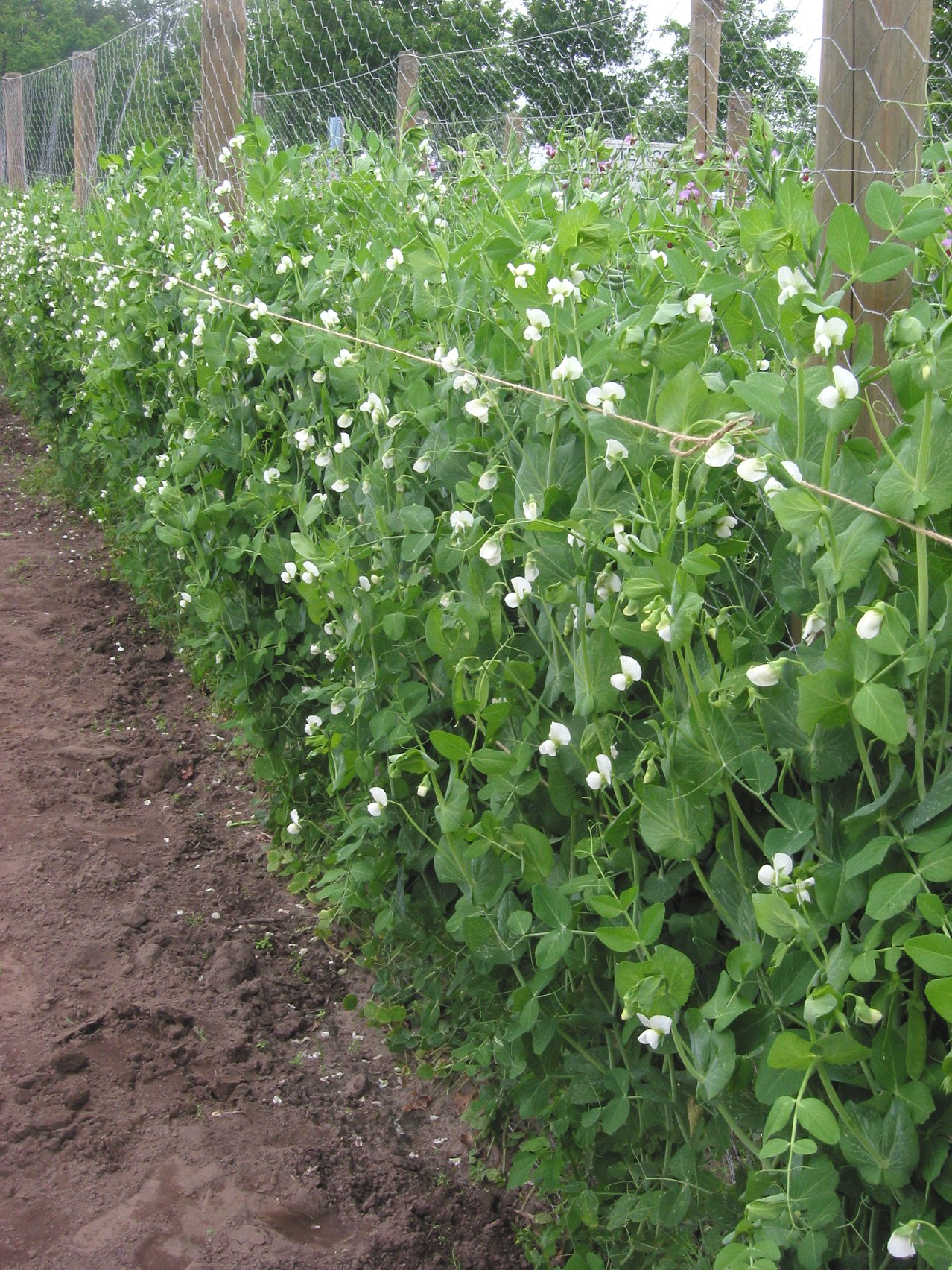
Culture de pois palissés sur du grillage.

Autrefois des cultures de petits pois primeurs se faisaient sous abri, notamment en région parisienne. Ce type de culture a été abandonné du fait de la concurrence des pois en conserve et des importations de pois frais de pays chauds.
Toutefois, en Chine et à Taïwan, se pratique la culture intensive en serre de pousses feuillées de pois mangetout, récoltées en frais lorsqu'elles atteignent environ dix centimètres de haut.

### Variétés cultivées

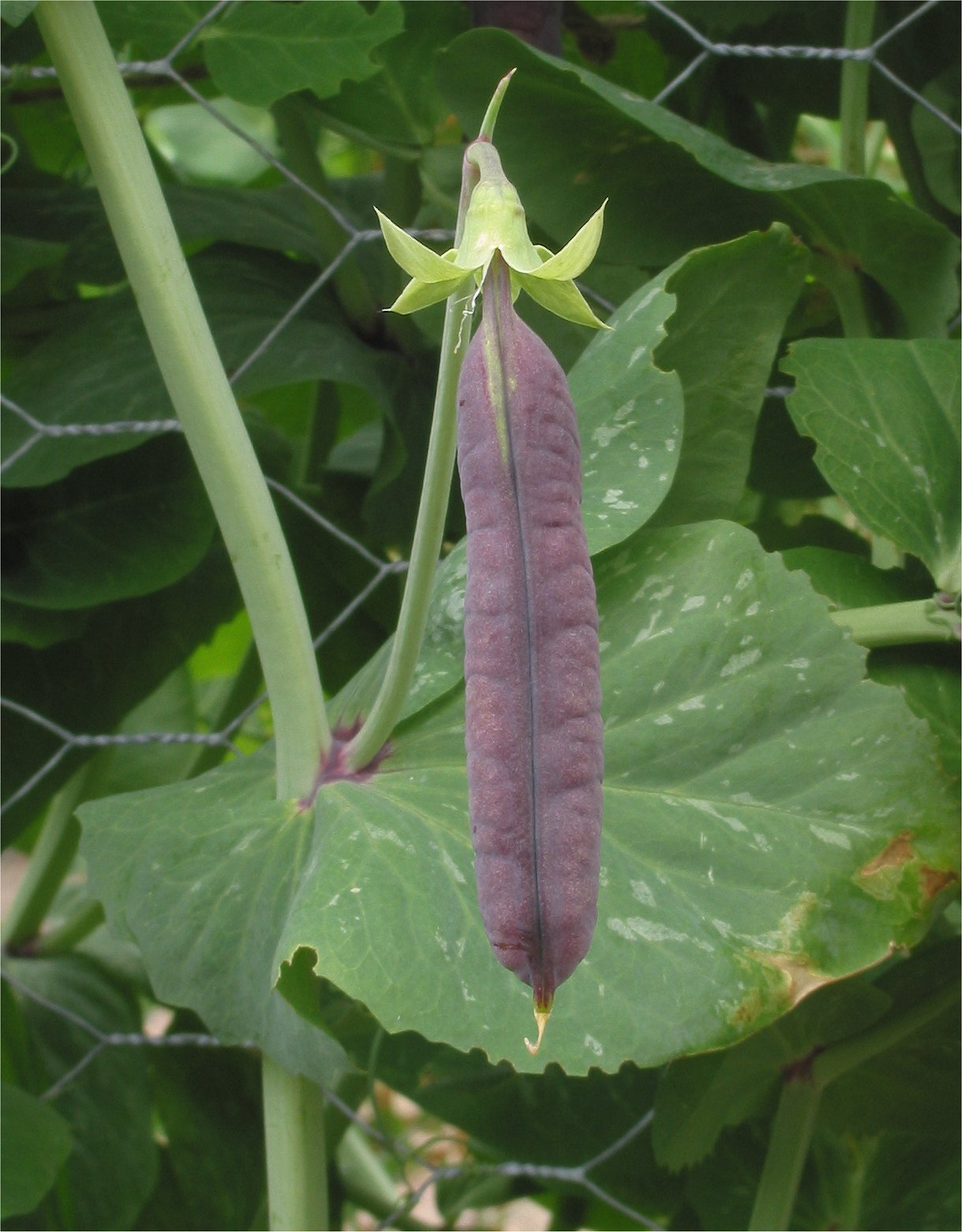
Variété à gousse violette.

Toutes les variétés de pois sont des lignées pures. On connaît plusieurs milliers de cultivars locaux dans le monde. Dans les catalogues européens des variétés autorisées à la culture pour les espèces règlementées, figurent près de 1 200 variétés (en fait des cultivars),, dont 387 de pois fourragers et protéagineux ainsi que 712 de pois potagers (avril 2016).
La distinction entre les variétés s'appuie sur de nombreux caractères morphologiques ; 73 ont été retenus pour les épreuves DHS (distinction, homogénéité et stabilité) du GEVES. Ces caractères portent notamment sur la forme et la couleur des graines, des gousses, des feuilles, des tiges, la hauteur des plantes, la présence d'anthocyanes, la forme des grains d'amidon, la résistance à diverses maladies,..
Divers organismes dans le monde sont chargés de maintenir des collections de cultivars afin de préserver les ressources génétiques, tels notamment l'institut Vavilov à Saint-Pétersbourg, le John Innes Centre à Norwich et l'Australian Temperate Field Crops Collection à Horsham (État de Victoria, Australie). En France de telles collections, qui représentaient 6 000 accessions en 1996, sont gérées par des organismes publics comme l'INRA et le GEVES (Groupe d'étude et de contrôle des variétés et des semences) ou privés comme le Groupement des sélectionneurs de pois.
Les principaux critères qui ont fait l'objet d'améliorations par sélection ou mutation sont le rendement, la résistance aux maladies (anthracnose, fusariose, graisse du pois (maladie due à Pseudomonas syringae pv. pisi), mildiou du pois, oïdium du pois, mosaïque commune du pois), la résistance à la verse, la résistance au froid, la maturité groupée (pour la récolte des pois de conserve), la finesse et la tendreté des grains, les qualités nutritionnelles pour l'alimentation animale.
32 variétés de pois ont été obtenues par mutagenèse induite, technique qui a permis notamment de créer les cultivars de type afila à folioles transformées en vrilles. Quatorze variétés ont été obtenues par l'usage de rayons X ou gamma et les autres par des croisements.
Plusieurs variétés de pois ont été obtenues par transgenèse depuis 1990 dans un contexte de recherche fondamentale, mais aucune d'entre elles ne fait l'objet de culture commerciale.

#### Pois potagers

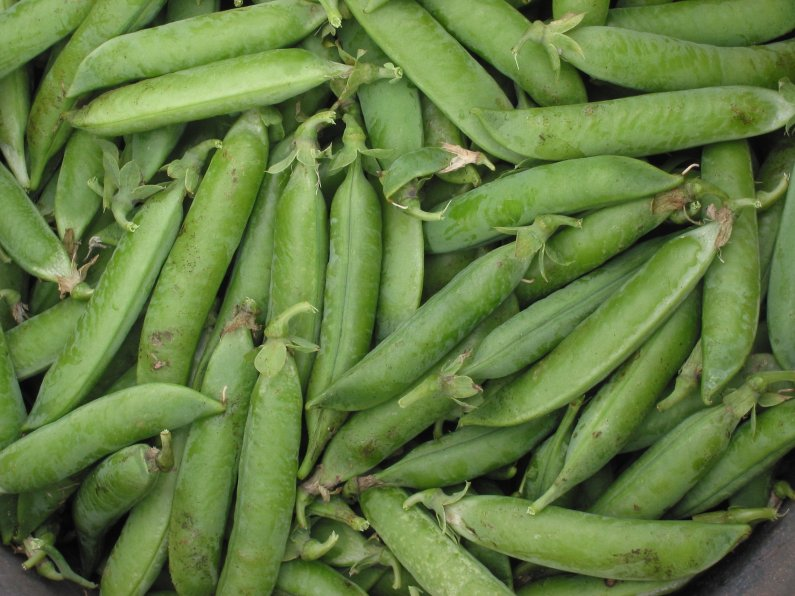
Gousses de la variété 'Merveille de Kelvedon'.

Chez le pois potager, on distingue notamment les variétés ou les cultivars selon que les graines sont lisses ou ridées (plus sucrées) ; ce caractère est l'un de ceux utilisés par Gregor Mendel dans ses études sur la génétique, ainsi que selon la couleur des graines (jaune ou vert). La sélection porte aussi sur la précocité et la présence ou l'absence de « parchemin » qui donne les « mangetout ». On distingue également les variétés naines et les variétés à rames, qu'il est nécessaire de tuteurer.
Dans les Plantes potagères de Vilmorin-Andrieux, paru en 1883, on compte environ 170 variétés de pois potagers, qui se répartissent en variétés françaises, anglaises et allemandes. Ces variétés (en fait des cultivars) sont classées en pois à écosser et pois sans parchemin, pois à grains ronds et pois à grains ridés, variétés à rames, variétés demi-naines et variétés naines. Parmi les noms de variétés, certains rappellent une caractéristique de la gousse : 'Serpette', 'Corne de bélier' ; plusieurs rappellent l'importance de la culture du pois dans la banlieue de Paris à l'époque : 'pois de Clamart', 'Pois de Marly', 'Merveille d'Étampes', 'Michaux de Nanterre'. Beaucoup sont aujourd'hui disparues, mais certaines sont encore présentes dans les catalogues, tel le pois Téléphone (pois à grains ridés à rames).
Un certain nombre a été sélectionné en Angleterre depuis l'époque de Knight. Ainsi Merveille de Kelvedon, variété naine à grains ridés, rustique et réputée, a été créée en 1925 par le semencier Hurst & Son à Kelvedon (Essex).
Depuis de nombreuses variétés ont été créées et améliorées notamment pour leur précocité ou leur qualité gustative.
|  |  |

| Exemples de variétés de pois potagers, | Exemples de variétés de pois potagers, | Exemples de variétés de pois potagers, |
| -------------------------------------- | --- | -------------------------------------- |
| Petits pois à écosser                  | |                                        |
| à grains lisses à rames                | 'Blauwschokker' (à gousses violettes), 'Express Alaska, 'Caracatus', 'Serpette amélioré' (à grains blancs), 'Roi des conserves', 'Prince Albert' (créée en Angleterre vers 1830) |                                        |
| à grains lisses nains                  | 'Douce Provence', 'Maestro', 'Nain très hâtif d'Annonay', 'Petit Provençal', 'Plein le Panier' (Fillbasket), 'Proval', 'Serpette Cent pour Un'                                   |                                        |
| à grains ridés à rames                 | 'Téléphone à rames', 'Thomas Laxton' |                                        |
| à grains ridés nains                   | 'Avocette', 'Kelvil', 'Merveille de Kelvedon', 'Merveille d'Amérique' |                                        |
| Petits pois sans parchemin             | |                                        |
| mangetout                              | 'Carouby de Maussane', 'Corne de bélier' |                                        |
| croquetout                             | 'Sugar Snap', 'Early Snap' |                                        |

#### Pois de conserve
Les pois de conserve sont des variétés de printemps qui font l'objet de culture de plein champ pour l'appertisation ou la surgélation. Pour des raisons de présentation et d'aspect, les grains lisses vert clair sont recherchés pour la mise en boîte et les grains ridés et vert foncé pour le surgelé. Les grains de petit calibre (extra fins) étaient les plus recherchés, car synonymes de tendreté lorsqu'il s'agissait de variétés à gros grains cueillies précocement, mais les sélectionneurs ayant produit des variétés à grains très fins, la finesse du calibre n'est plus nécessairement un gage de tendreté. Celle-ci peut être appréciée par la mesure de l'indice tendérométrique. Dans le cas des surgelés ou des conserves, le Codex alimentarius impose une valeur maximum pour la teneur en sucres insolubles dans l'alcool, taux qui est lié au degré de maturité des pois, les sucres se transformant progressivement en amidon dans les grains qui murissent et qui deviennent de ce fait plus farineux,. L'ajout de sucres (saccharose, sirop de glucose…), qui permet de renforcer le goût sucré des petits pois, est autorisé par ce même Codex.

#### Pois fourragers
Les pois fourragers sont les pois destinés à l'alimentation animale, sous forme de fourrage récolté frais. Il s'agit le plus souvent de variétés à fleurs pourpres et à grains gris de la forme Pisum sativum L. subsp. sativum var. arvense (L.) Poir.
Exemples de variétés cultivées en France : Assas (obtention INRA, 1964), Picar (Carneau Frères, 1992), Ascension (Agri Obtentions, 2014).

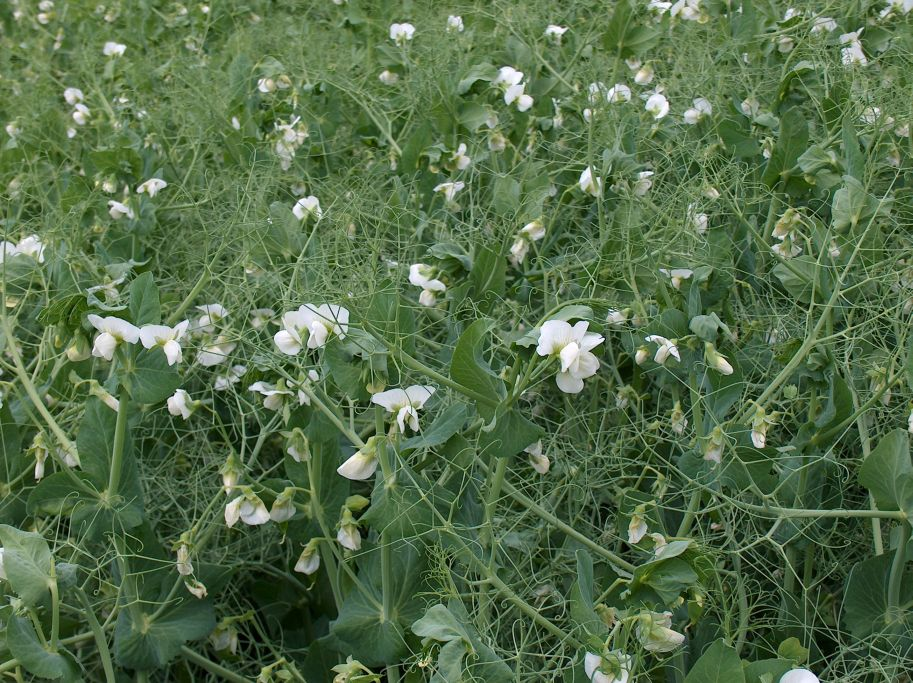
Variété afila sans folioles.

#### Pois protéagineux
Les variétés de pois protéagineux ont été sélectionnées en France à partir de 1976 destinés à être utilisé en sec pour l'alimentation animale. Ce sont des pois à grains lisses, de couleur verte ou jaune, de gros calibre, tous à fleurs blanches, sans tanins, ayant un taux élevé de protéines et une faible activité antitrypsique.
Exemples de variétés : Finale, première variété inscrite au catalogue en 1976, Solara, première variété du type afila, Isard, inscrite en 2004 et Yver (2014) variétés d'hiver, Angelus, Avenger variétés de printemps (2014)…

### Techniques culturales

#### Rotation des cultures
En grande culture, le pois est souvent tête de rotation et un bon précédent pour les céréales qui peuvent profiter de l'enrichissement du sol en azote. Un délai de cinq ans entre deux cultures limite les risques de maladies.

#### Semis
La culture du pois nécessite un sol bien aéré. Le semis se fait en lignes régulièrement espacées de 20  à   50 cm, à une profondeur moyenne de 3 à 5 cm. L'utilisation de semoirs de précision (monograines) permet de mieux maîtriser la profondeur d'enfouissement des graines et la densité du semis. Celle-ci peut varier de 80  à   120 plants au mètre carré selon les variétés. Pour la récolte mécanisée, le terrain doit être bien aplani pour faciliter le passage de la barre de coupe près du sol, notamment en cas de verse.

#### Contrôle des plantes adventices
Il est nécessaire de contrôler le développement des adventices dans la première phase de la culture, avant l'installation du couvert végétal. En maraîchage, l'écartement des lignes permet le désherbage mécanique (binage ou buttage), mais en culture de plein champ, où les semis se font généralement avec des semoirs à céréales à faible écartement, l'utilisation de désherbant en préémergence ou postémergence est nécessaire. Pour obtenir un terrain propre, on peut aussi utiliser la méthode du « faux semis » qui consiste en une préparation superficielle du sol quelques semaines avant le semis afin de faire lever les mauvaises herbes qui sont détruites avant le semis. Pour les pois de conserve, une attention particulière doit être portée à l'élimination de la morelle noire (Solanum nigrum), adventice commune et toxique dont les baies immatures, rondes et vertes, sont difficiles à séparer des pois. Les grains récoltés sont rapidement sujets à fermentation et doivent être traités en usine dans les heures qui suivent la récolte.

#### Tuteurage
Les pois mangetout sont généralement tuteurés, ainsi que les petits pois cultivés dans les jardins familiaux. Divers types de tuteurs sont employés : filets, fils, grillages, branchages, etc. Le tuteur mesure en général entre 1,50  et   2 mètres de haut. Le tuteurage est moins nécessaire pour les variétés naines et serait d'un coût prohibitif en grande culture ; il est exclu dans le cas des cultures mécanisées. Les pois protéagineux, cultivés en plein champ, sont souvent des variétés de type afila, qui se tiennent mieux grâce à leurs nombreuses vrilles et à leur surface foliaire plus réduite.

#### Fertilisation
L'apport d'azote est en principe inutile, les besoins, environ 250 kg/ha, étant couverts par les reliquats présents dans le sol et surtout (environ 70 %) par la fixation symbiotique qui se produit dans les nodosités, et dont l'activité serait inhibée par un apport massif d'azote.
Les exportations de potasse et de phosphore doivent être compensées par une fumure phospho-potassique qui doit apporter au maximum, en tenant compte de la teneur initiale du sol, 50 kg de potasse (K2O) et 160 kg de phosphore (P2O5) par hectare, cette dernière de préférence sous forme de sulfate de potassium, pour apporter le soufre nécessaire.

#### Irrigation
Les cultures de pois ont d'importants besoins en eau, notamment au stade « début de floraison - nouaison », au total de l'ordre de 300 mm pendant un cycle de culture. L'irrigation peut être nécessaire dans certaines régions ou pour des sols à faible rétention d'eau. Ailleurs, dans les pays tempérés, les réserves du sol et les précipitations sont souvent suffisantes pendant la période de végétation. Ainsi, en France, 13 % seulement des surfaces en pois protéagineux étaient irriguées en 2006, surtout dans la région Centre-Val de Loire.

#### Récolte

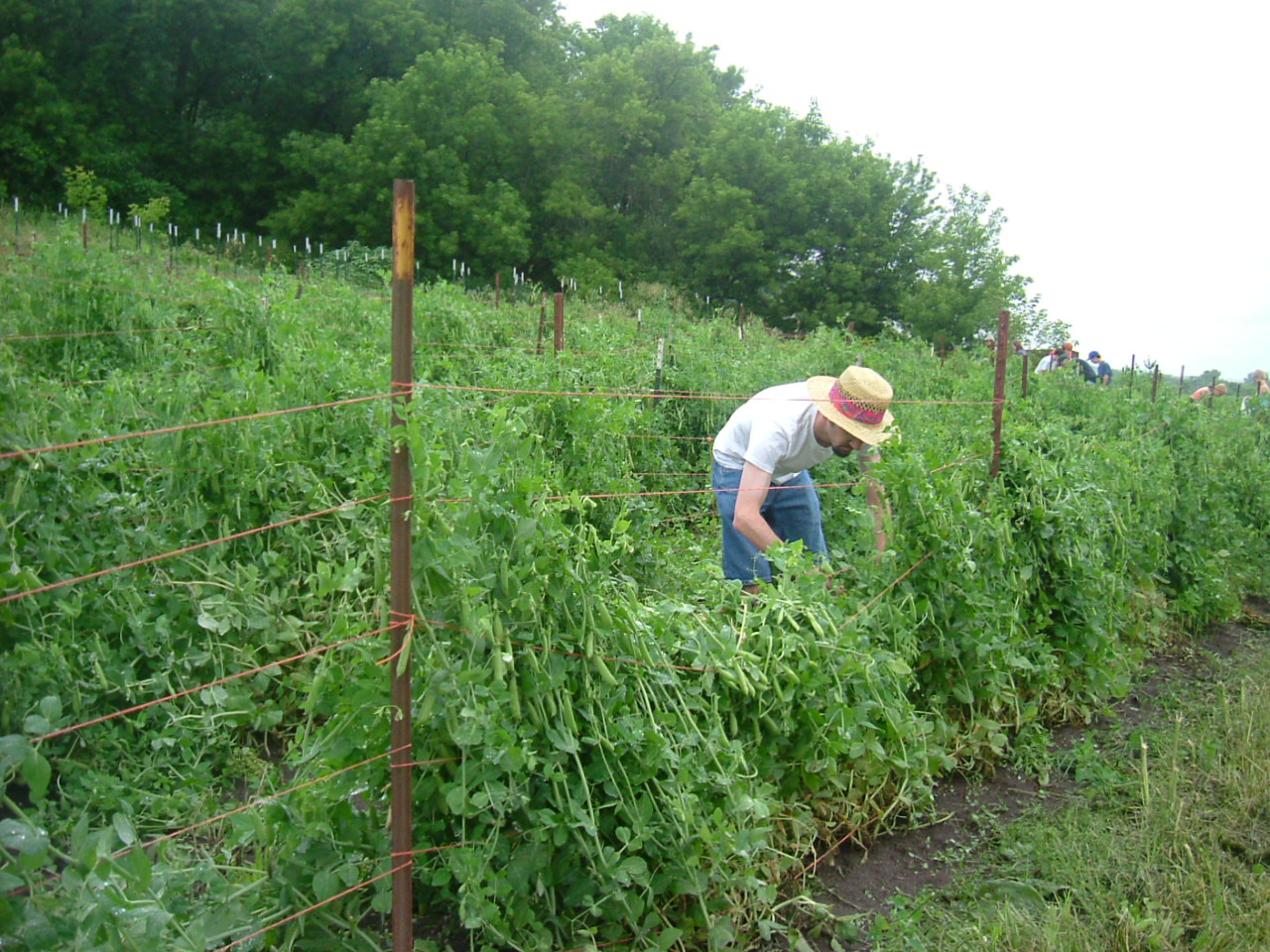
Récolte manuelle.

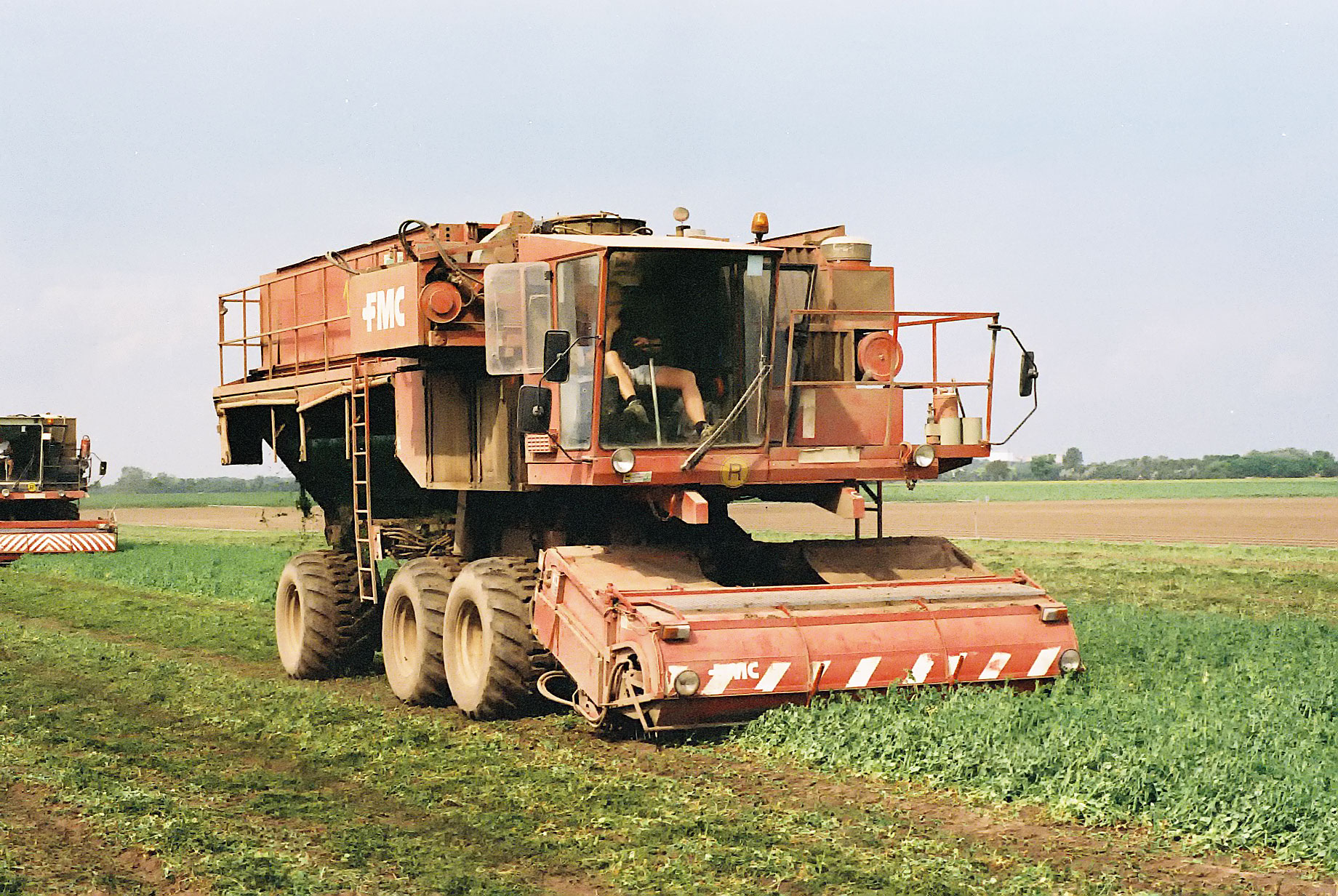
Récolteuse de petits pois.

La récolte est manuelle pour les pois à écosser destinés au marché du frais et les mangetouts. Elle peut se faire en plusieurs passes, en fonction du degré de maturité, pour obtenir la meilleure qualité possible. Le pois en gousses ne supporte pas l'entreposage et doit être commercialisé rapidement.
Pour les pois verts destinés à l'industrie de la conservation/surgélation, la récolte est effectuée à l'aide de récolteuses-égreneuses automotrices qui servent aussi pour les flageolets. Ces machines ne cueillent que les gousses et l'extrémité des tiges. Elles sont équipées d'une chambre de battage constituée de trois tambours : un contre-batteur mobile de grande dimension dans lequel tournent un batteur excentré et un égreneur tournant en sens inverse du précédent, qui permettent d'égrener les cosses par friction sans abîmer les grains relativement fragiles. Cette récolte s'accompagne le plus souvent de pertes, de l'ordre de 5 %, jusqu'à 25 % dans les cas les plus défavorables.
Pour les petits pois, l'un des principaux critères de qualité est la tendreté mesurée par l'indice tendérométrique. Cet indice, qui correspond à la pression (exprimée en livres par pouce carré) nécessaire pour écraser un certain volume de pois, sert à déterminer la date de la récolte et entre en compte dans le calcul du prix payé à l'agriculteur.
Les pois secs se récoltent à la moissonneuse-batteuse moyennant des réglages adaptés aux caractéristiques du grain : écartement entre batteur et contre-batteur, rotation lente du batteur, ouverture des grilles, positionnement de la barre de coupe au ras du sol (5  à   10 cm). La récolte se fait lorsque les pois ont un taux d'humidité de 14 % environ, taux qui doit être ramené par séchage à 12 % pour la conservation.

### Les ennemis du pois

#### Accidents de végétation
Les pois sont sensibles au gel, à la verse (sauf les variétés 'afila' ou à tiges rigides), à la battance, ainsi qu'à diverses carences minérales.

#### Maladies
Le pois peut être affecté par des maladies cryptogamiques, bactériennes ou virales.
Les principales maladies ayant une incidence économique notables sur les pois de grande culture sont les suivantes :
- les fontes des semis dues à différents champignons du sol notamment du genre Pythium, les nécroses racinaires, dues entre autres à Fusarium solani et aux Aphanomyces ;
- les maladies cryptogamiques affectant l'appareil végétatif : le mildiou du pois (Peronospora pisi), la pourriture grise (Botrytis cinerea), l'oïdium du pois (Erysiphe pisi), la sclérotinose (Sclerotinia sclerotiorum), la rouille (Uromyces pisi) et l'anthracnose (Colletrichum pisi),
- et diverses maladies virales, dont la jaunisse apicale du pois due au virus PTYV (Pea Top Yellow Virus) et la mosaïque commune du pois, due au virus PCMV (Pea Common Mosaic Virus)[90].

Aphanomyces euteiches est un oomycète pathogène provoquant des nécroses racinaires. Il est présent dans le monde entier et n'a été identifié en France qu'à partir de 1993. Il n'existe aucun fongicide efficace et économique pour le combattre, ni de variété résistante économiquement intéressante. Des tests permettent de déterminer si une parcelle est contaminée. Il est conseillé alors aux agriculteurs de renoncer à la culture du pois et le cas échéant d'opter pour un autre protéagineux, la fèverole (Vicia faba) qui est insensible à ce champignon,.

#### Ravageurs

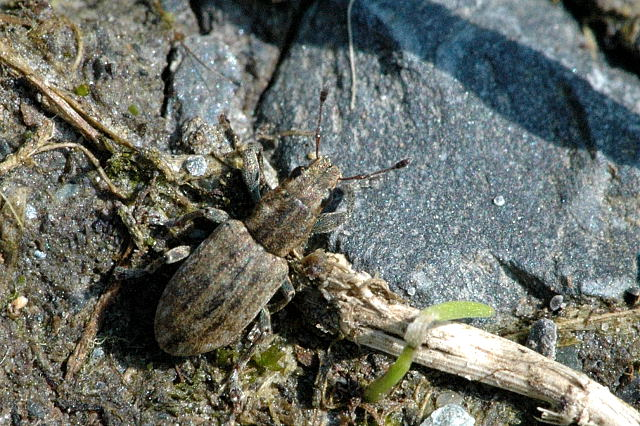
Sitone du pois.

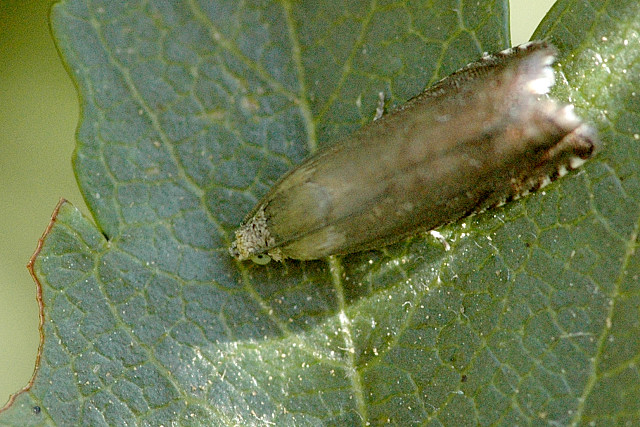
Tordeuse du pois.

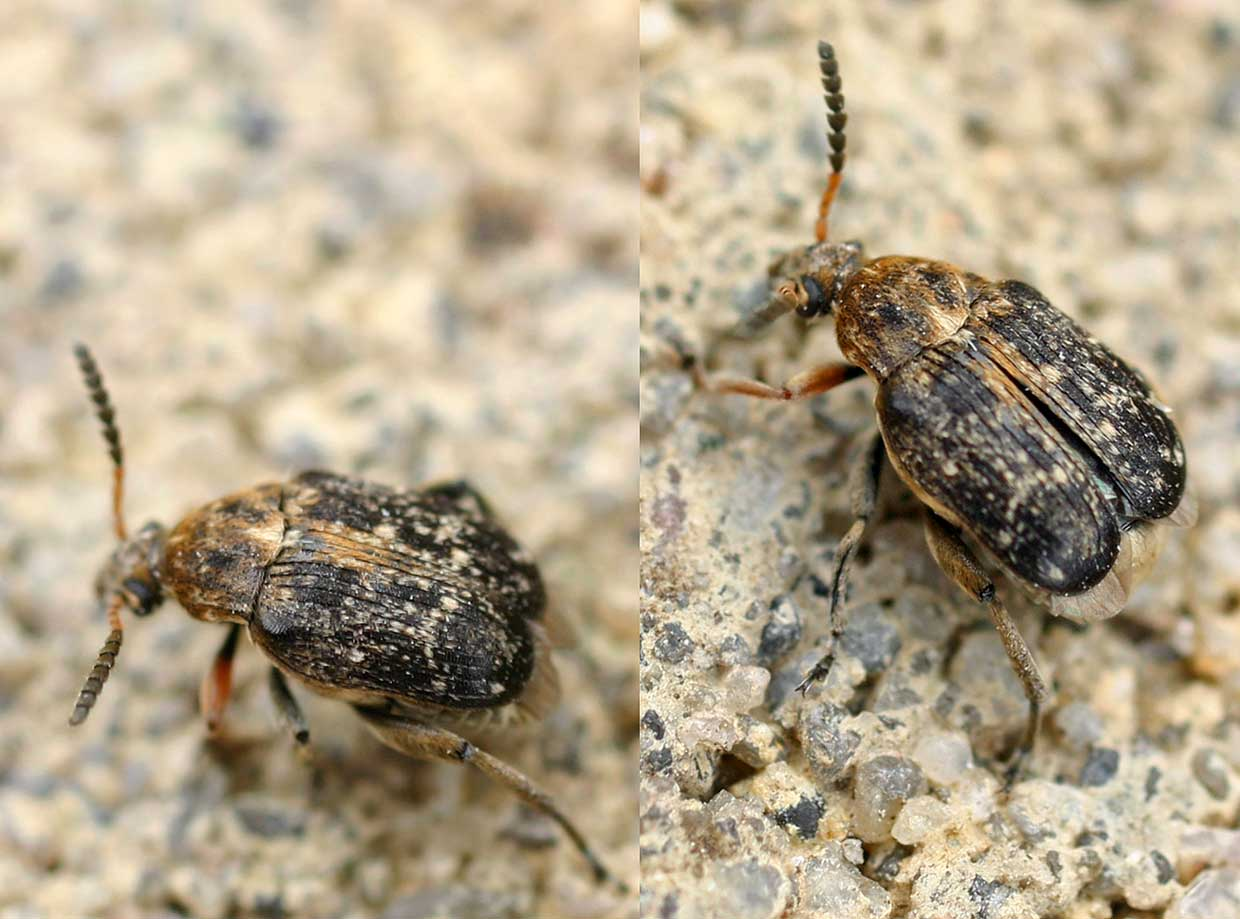
Bruche du pois.

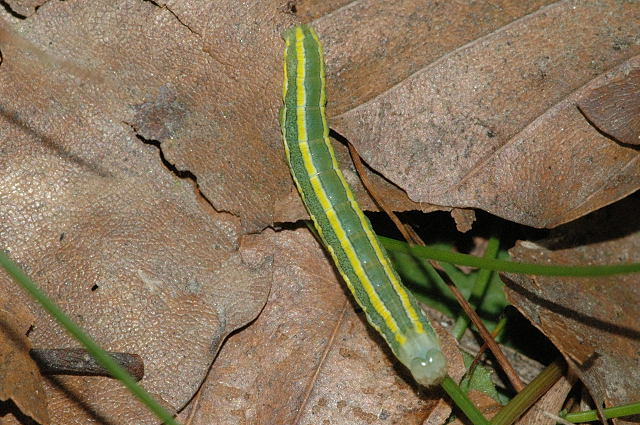
Chenille de noctuelle du pois.

De nombreux insectes ravageurs attaquent les cultures de pois à leurs différents stades,.
Le thrips du pois (Frankliniella robusta) et le thrips du lin et des céréales (Thrips angusticeps) sont de minuscules insectes piqueurs (taille de 1 mm) qui attaquent fleurs et gousses et dont les larves se développent dans les gousses. Elles provoquent dessèchement et rabougrissement des plantes.
Le sitone du pois (Sitona lineatus) est un petit coléoptère qui dévore le limbe des feuilles en faisant des encoches semi-circulaires sur le bord et dont la larve ronge les racines et les nodosités, affaiblissant ainsi les plantes.
La cécidomyie du pois (Contarinia pisi) est un diptère qui provoque la formation de galles dans les fleurs qui avortent.
Le puceron vert du pois (Acyrthosiphon pisum) pique feuilles et stipules et peut causer des dégâts en cas de pullulation. Il est aussi le vecteur de diverses maladies virales.
La tordeuse du pois (Cydia nigricana) (Lépidoptère) se manifeste par sa chenille jaunâtre à tête noire d'environ 15 mm et qui vit dans les grains et peut en dévorer plusieurs successivement. Cet insecte ne peut accomplir son cycle complet que dans les cultures de pois secs.
La bruche du pois (Bruchus pisorum) est un petit coléoptère qui pond dans les gousses en formation et dont les adultes se développent dans les grains mûrs et secs, en sortant par un trou circulaire. Ce ravageur n'est pas spécifique du pois. Contrairement à la bruche du haricot, il ne se reproduit pas dans les grains entreposés. Il existe aussi une bruche tropicale du pois (Zabrotes subfasciatus Boh.) originaire d'Amérique du Sud, qui se reproduit dans les grains secs de plusieurs espèces de légumineuses.
Dans les années 1995-2000, l'institut de recherches australien (CSIRO) (Commonwealth Scientific and Industrial Research Organisation, c'est-à-dire « Organisation pour la recherche scientifique et industrielle du Commonwealth ») a mis au point une variété de pois génétiquement modifiée pour résister à la bruche du pois (Bruchus pisorum), insecte ravageur spécifique des graines de pois qui a une réelle importance économique en Australie où il serait responsable de la destruction de 30 % de la récolte de pois secs. Le gène transféré depuis le haricot commun (Phaseolus vulgaris) permet la production par la plante d'un inhibiteur d'alpha-amylase αAI-1 qui s'oppose à la digestion de l'amidon des graines par la larve de la bruche. Cet inhibiteur présent dans les cotylédons bloque la croissance des larves à un stade précoce, et s'est montré d'une très grande efficacité.
Ces recherches ont été abandonnées en 2005 après la découverte de réactions allergiques sur des souris de laboratoire nourries avec ces pois transgéniques.
Les pois sont susceptibles d'être attaqués par les chenilles défoliatrices de plusieurs espèces de noctuelles : la noctuelle du pois (Melanchra pisi L.), la noctuelle potagère (Lacanobia oleracea L.), la noctuelle gamma (Autographa gamma L.), la noctuelle à point blanc (Pseudaletia unipuncta L.).
Des nématodes sont susceptibles d'attaquer le système racinaire, tandis que des oiseaux, notamment les corbeaux freux et les pigeons ramiers, peuvent provoquer des dégâts sur les semis en déterrant graines et jeunes plantules, mais aussi en pillant les gousses arrivant à maturité.

#### Parasites végétaux
Dans les régions méditerranéennes, les cultures de pois peuvent être parasitées par des plantes du genre Orobanche, notamment Orobanche crenata Forssk.

#### Méthodes de lutte
La lutte contre les maladies et les ravageurs du pois fait appel à diverses méthodes :
- des actions préventives pour limiter les risques, principalement le respect d'une rotation minimale de cinq ans sur la même parcelle et la maîtrise de l'irrigation pour éviter l'excès d'humidité qui peut favoriser la prolifération de certaines maladies cryptogamiques ;
- la limitation de la transmission par les semences en utilisant des semences certifiées saines ou en les traitant, principalement contre l'anthracnose du pois, la fonte des semis et le mildiou,
- le choix de variétés résistantes à certaines maladies ;
- la lutte directe, principalement par des traitements chimiques (insecticides ou fongicides) faisant appel à diverses matières actives autorisées. Ces traitements doivent être faits de manière à bien pénétrer et mouiller le feuillage.

### Rendement
Pour les pois secs, le rendement moyen s'établit à 14,7 q/ha au niveau mondial, à 16,6 q/ha en Europe et à 20,5 q/ha en Amérique, mais seulement 7,1 q/ha en Afrique.
Les meilleurs rendements sont enregistrés dans l'Union européenne avec 25,5 q/ha en moyenne, et 29,3, 35,1 et 37,2 q/ha respectivement en Allemagne, au Royaume-Uni et en France (FAO, 2007).
Pour les petits pois, le rendement peut atteindre 40  à   70 q/ha.
En France, le rendement moyen des pois protéagineux est passé de 38 q/ha en 1981 à 44 q/ha en 2006 après avoir dépassé 55 q/ha en 1999. La forte amélioration constatée jusqu'à la fin des années 1990 s'explique par la sélection de nouvelles variétés et l'amélioration des pratiques agronomiques. Le gain génétique a été estimé à 0,5 q/ha/an en moyenne entre 1976 (année d'apparition de la première variété de pois protéagineux, 'Finale') et 1998.
Depuis le début des années 2000, la régression qui accompagne la diminution des surfaces serait due au déplacement de la culture vers de moins bonnes terres ainsi qu'à des accidents climatiques.

## Aspects économiques

### Production

Évolution de la production mondiale de pois de 1961 à 2007.

Les principaux pays producteurs produisent des pois de type vert ou jaune. L’Australie et l'Inde produisent majoritairement des pois bruns.
Avec plus de 18 millions de tonnes récoltées en 2007, le pois (pois sec + pois frais) est la quatrième légumineuse au niveau mondial, loin toutefois après le soja (216 Mt), l'arachide (35 Mt) et le haricot (28 Mt).
Selon les statistiques de l'Organisation des Nations unies pour l'alimentation et l'agriculture (FAO), en 2007, la production mondiale de pois secs s'est élevée à 10 128 486 tonnes pour une surface ensemencée de 6 896 172 hectares, soit un rendement moyen de 14,69 quintaux par hectare.
La même année, la production de pois frais s'est élevée à 8 264 769 tonnes pour une surface ensemencée de 1 087 674 hectares, soit un rendement moyen de 7,6 quintaux par hectare[source insuffisante]. Les deux principaux producteurs de pois frais, Chine et Inde, représentent près de 70 % du total mondial.
Pour les pois secs, plus de 90 pays producteurs sont recensés dans le monde, cependant les cinq premiers représentent plus de deux tiers de la production totale et les quinze premiers plus de 90 %. Le Canada, avec 3 millions de tonnes, soit 30 % de la production mondiale, est de loin le premier pays producteur. Sa production, concentrée dans les provinces de l'Ouest, est essentiellement destinée à l'exportation. L'Union européenne, qui totalise 1,53 million de tonnes, est de fait le deuxième producteur mondial. La France produit 643 000 tonnes de pois secs, soit 42 % du total de l'Union européenne. Les rendements les plus élevés se trouvent principalement en Europe occidentale.
Après avoir atteint un premier pic à 13,2 millions de tonnes en 1964, la production mondiale de pois secs qui oscillait entre 8  et   10 millions de tonnes au cours des années 1960-1970 a connu une forte croissance dans la décennie 1980 pour atteindre un pic à 16,6 millions de tonnes en 1990. Elle tend à décroître depuis, variant selon les années entre 10  et   12 millions de tonnes. Celle des pois frais a connu une croissance assez régulière au taux moyen d'environ 1,7 % par an, passant de 3,6 Mt en 1961 à 8,3 Mt en 2007.

Répartition de la production de pois secs en 2007.
Répartition de la production de pois frais en 2007

| Pays        | Surface cultivée (milliers d'hectares) | Rendement (quintaux par hectare) | Production (milliers de tonnes) |
| ----------- | -------------------------------------- | -------------------------------- | ------------------------------- |
| Canada      | 1 455                                  | 20,78                            | 3 023,6                         |
| Chine       | 1 050                                  | 13,33                            | 1 400,0                         |
| Russie      | 0 745                                  | 11,70                            | 0 871,1                         |
| Inde        | 0 590                                  | 13,56                            | 0 800,0                         |
| États-Unis  | 0 328                                  | 21,98                            | 0 721,3                         |
| France      | 0 173                                  | 37,17                            | 0 643,0                         |
| Ukraine     | 0 332                                  | 12,38                            | 0 411,0                         |
| Iran        | 0 570                                  | 05,26                            | 0 300,0                         |
| Australie   | 0 293                                  | 09,15                            | 0 268,0                         |
| Allemagne   | 0 68                                   | 29,33                            | 0 200,0                         |
| Éthiopie    | 0 237                                  | 08,44                            | 0 200,0                         |
| Espagne     | 0 147                                  | 11,15                            | 0 163,9                         |
| Royaume-Uni | 0 37                                   | 35,14                            | 0 130,0                         |
| Tchéquie    | 0 23                                   | 25,18                            | 0 57,6                          |

| Pays        | Surface cultivée (milliers d'hectares) | Rendement (quintaux par hectare) | Production (milliers de tonnes) |
| ----------- | -------------------------------------- | -------------------------------- | ------------------------------- |
| Chine       | 251,0                                  | 10,0                             | 2 508,5                         |
| Inde        | 282,0                                  | 08,1                             | 2 292,7                         |
| États-Unis  | 087,0                                  | 10,1                             | 0 875,0                         |
| France      | 030,5                                  | 11,6                             | 0 355,0                         |
| Royaume-Uni | 033,3                                  | 09,9                             | 0 330,0                         |
| Égypte      | 027,0                                  | 10,4                             | 0 280,0                         |
| Maroc       | 018,0                                  | 06,1                             | 0 110,0                         |
| Turquie     | 014,5                                  | 07,0                             | 0 101,4                         |
| Hongrie     | 016,5                                  | 05,6                             | 0 92,0                          |
| Italie      | 013,0                                  | 06,9                             | 0 90,0                          |
| Algérie     | 025,0                                  | 03,5                             | 0 87,5                          |
| Pérou       | 025,5                                  | 03,4                             | 0 86,5                          |
| Pakistan    | 011,0                                  | 07,6                             | 0 83,0                          |
| Canada      | 015,9                                  | 04,4                             | 0 69,3                          |

### Commerce international
Les échanges de pois concernent principalement les pois secs. En 2005, ils ont porté sur environ 4,2 millions de tonnes, soit 36,5 % de la production totale, dont environ 4 millions de tonnes de pois secs et 200 000 tonnes de pois frais, soit pour ces derniers seulement 2,5 % de la production.
Les exportations sont très concentrées : les six premiers pays exportateurs (Canada, France, États-Unis, Ukraine, Australie, Russie) représentent 90 % du total. Le Canada est de loin le premier pays exportateur avec près de 60 % (2,35 Mt). En 2005, la France a exporté 510 000 tonnes, tant vers les pays proches (Belgique, Pays-Bas) pour l'alimentation animale que vers des pays du Tiers-Monde (Inde) pour l'alimentation humaine.
Les importations sont plus dispersées, les dix premiers pays importateurs représentant un peu moins de 80 % du total.
Deux pays se détachent : l'Espagne avec 1 Mt (25,5 %) et l'Inde, 810 000 tonnes (25 %).
Le prix du pois sec sur le marché international est indexé sur ceux du blé tendre et du tourteau de soja. Il se situe généralement à environ 20 % au-dessus de celui du blé. La demande est soutenue par les besoins en alimentation humaine (Inde, Pakistan) et en alimentation animale (Europe). En France, où la production est en baisse, le cours du pois jaune se situait à 285 €/t, rendu Rouen, au début 2008.
Les échanges portant sur les pois mangetouts sont relativement limités. L'Union européenne (principalement le Royaume-Uni, les Pays-Bas et la France) en importe environ 25 000 tonnes par an (2006). Les exportateurs sont des pays d'Afrique et d'Amérique (Kenya, Guatemala, Zimbabwe, Maroc, Égypte, Zambie, Pérou). Ce commerce, qui bénéficie de coûts de main-d'œuvre réduits (cueillette manuelle) et d'une production à contre-saison permettant de prolonger la saison de consommation, rappelle celui des haricots verts.

Utilisation des pois secs dans le monde.

### Bilan des utilisations
Au niveau mondial, la production de pois secs est affectée principalement à l'alimentation humaine (pour près de la moitié de la production), puis à l'alimentation animale (35 %), le troisième poste étant l'utilisation comme semences (valeur 2003, source FAO.
Concernant l'alimentation humaine, sur une consommation mondiale d'un peu moins de 4 millions de tonnes, le sous-continent indien en représente 37,2 %, dont 31,2 % pour l'Inde. Dans cette région du monde, les légumineuses jouent un rôle important dans l'apport en protéines dans l'alimentation, la majorité de la population étant végétarienne, toutefois le pois n'y joue qu'un rôle secondaire après de nombreuses autres espèces dont le pois chiche, le pois cajan, diverses sortes de haricots secs, les lentilles, etc.
Les autres consommateurs importants sont la
Chine (12,8 %), le Royaume-Uni (5,8 %), la Russie (5,7 %), les États-Unis (4,1 %) et l'Éthiopie (3,7 %).
L'Inde joue un rôle majeur sur le marché international du pois sec ; ce pays est en effet le premier consommateur mondial, le premier importateur et le quatrième producteur. L'Uttar Pradesh est la principale région productrice.
Concernant l'alimentation animale, la consommation est fortement concentrée en Europe et en Chine. Les trois premiers pays consommateurs, Russie, France et Chine, totalisent près de 60 % du total (respectivement 22,1 %, 18,7 % et 17,7 %).
La transformation industrielle des pois pour en tirer des dérivés amylacés et protéiques est relativement marginale. En France, le groupe Roquette Frères a créé en 2007 une usine de transformation de pois protéagineux en convertissant l'ancienne féculerie de Vic-sur-Aisne.

### Le pois dans l'Union européenne
L'Union européenne est le deuxième producteur mondial de pois, derrière le Canada, mais reste importatrice nette. Les pois protéagineux (pois secs) sont très majoritairement destinés à l'alimentation animale. Ainsi au cours de l'exercice 2005/2006, sur une consommation totale de 3,85 millions de tonnes, 3,33 Mt (86,5 %) ont été incorporés dans les aliments composés pour animaux, tandis que l'alimentation humaine, les semences et l'export représentaient respectivement 5,2 %, 4,5 % et 3,7 %. La production communautaire avait fourni pour ce même exercice 2,44 Mt, soit un taux d'autosuffisance de 63,2 %. La France est de loin le premier producteur (avec 48,6 % du total) devant l'Allemagne, l'Espagne et le Royaume-Uni.

Production de pois secs dans l'Union européenne.

Le développement de la culture du pois protéagineux en Europe a été lancée après l'embargo américain de 1973 sur les tourteaux de soja qui avait révélé la forte dépendance de l'Europe vis-à-vis des importations de protéines végétales du continent américain et la fragilité de l'approvisionnement de ses élevages hors-sol (porcins, volailles). Cette situation était la conséquence des accords du GATT de 1962, par lesquels la CEE pouvait maintenir des droits de douane élevés sur les céréales en contrepartie du libre accès des graines oléo-protéagineuses importées notamment des États-Unis).
La France lança en 1974 un « plan Protéines » pour développer la production nationale de protéines végétales (tourteaux de tournesol et de colza, plantes protéagineuses – pois, féverole, lupin - et luzerne déshydratée). À partir de 1978, une organisation commune de marché pour les protéagineux et les fourrages déshydratés fut mise en place au niveau communautaire dans le cadre de la politique agricole commune (PAC). Les producteurs bénéficièrent d'un prix minimum garanti et les utilisateurs d'une aide fonction des cours des céréales et du soja pour favoriser l'incorporation des protéagineux dans les aliments composés pour animaux. Par la suite, au fil des réformes de la PAC, cette politique sera progressivement démantelée, avec la disparition du prix minimum garanti dès 1993 à la suite de l'accord de Blair House. Les surfaces cultivées en pois protéagineux reflètent cette évolution politique. De 106 000 hectares en 1981, elle progressent jusqu'à 1 185 000 hectares en 1998, puis décroissent progressivement jusqu'à 707 000 hectares en 2006. La production, après avoir culminé à 5,022 Mt en 1988 est redescendue à 2,136 Mt en 2006. En 2006, l'Europe dépend à 73 % des importations pour ses approvisionnements en matières riches en protéines.
En France, la production de pois protéagineux, qui avait atteint son maximum à près de 3,8 millions de tonnes en 1993, a beaucoup baissé, atteignant 1,04 million de tonnes en 2006. Le pois y représente 75 % de la production totale de protéagineux (pois, féverolle, lupin).
Le développement du pois (des plantes protéagineuses en général) et de son utilisation en alimentation animale a nécessité un important effort de recherche fondamentale et appliquée, tant sur le plan de la génétique que de ses applications agronomiques et zootechniques, mobilisant de nombreux organismes, comme l'INRA en France ou le John Innes Centre au Royaume-Uni. Ces recherches sont coordonnées au niveau européen par l'association européenne des protéagineux (AEP), dont les activités sont vulgarisées sur Internet par le « Grain Legume Portal ».

## Aspects culturels

### Le pois dans la langue française

#### Étymologie
« Pois » dérive du latin pisum, lui-même emprunté au grec πίσος / písos ou πίσον / píson. Selon certains auteurs, ce terme serait emprunté à une langue plus ancienne (aryenne selon Alphonse de Candolle), selon d'autres il dériverait d'un verbe pisere signifiant « casser » en latin. Le terme est apparu en français vers la fin du XIIe siècle, d'abord sous la forme peis. Pois, ou peis, désignant une chose de peu d'importance, a servi vers le XIIe siècle d'auxiliaire de négation, à l'instar de point et pas.
Les pois frais ont été appelés en premier « pois verts », par opposition à « pois secs », puis est apparue la forme « petit pois », motivée, entre autres, par le fait que « pois » désignait autrefois aussi dans certaines régions de France les haricots.
Le terme « pois » désigne aussi, complété de qualificatifs ou déterminants précis, diverses espèces de plantes, le plus souvent de la même famille botanique (Fabacées), qui ont en commun avec le pois d'avoir des graines globuleuses de taille voisine, comme le pois chiche, le pois carré, le pois sabre, etc. (la page Pois (homonymie) énumère nombre de ces noms vernaculaires).

#### Expressions

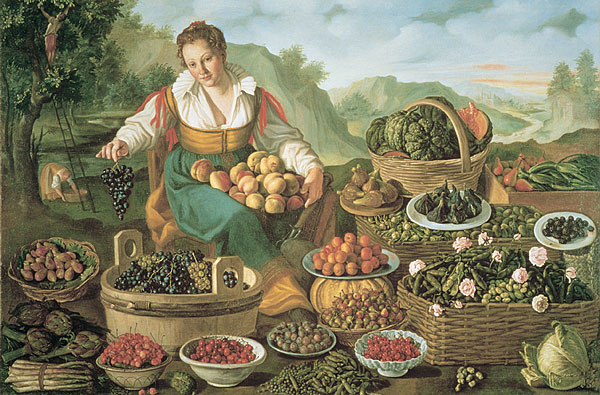
La Fruttivendola par Vincenzo Campi.

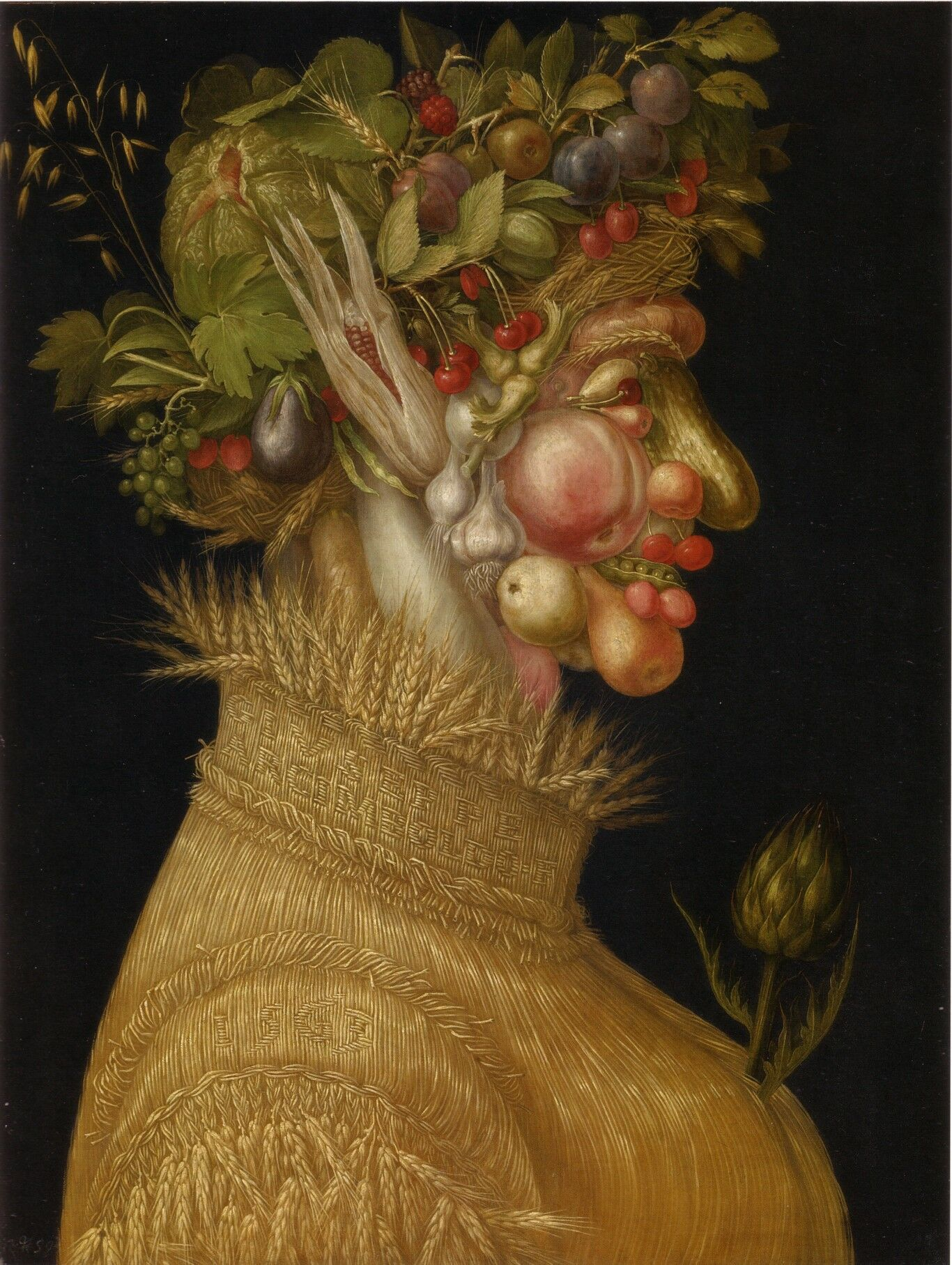
L'Été par Arcimboldo.

Familièrement la « purée de pois » désigne un brouillard dense.
« Avoir un (petit) pois dans la tête », c'est ne pas être très intelligent, l'intelligence étant supposée fonction de la taille de l'encéphale.
« Être rond comme un petit pois », c'est être complètement ivre. Cette expression déjà connue en 1903 est toujours en usage dans le français du Québec.
« Avoir bouffé des pois cassés », c'est avoir mauvaise haleine, probablement par allusions aux flatulences provoquées par la digestion des pois.
« La fleur des pois » qualifie une personne à qui sa situation sociale, son élégance, donnent une place en vue dans le grand monde. Il s'emploie souvent par dérision : « Ce n'est pas la fleur des pois ».
« Rendre une fève pour un pois », c'est se défendre et riposter, rendre la pareille (vers 1867).
« On a toujours besoin de petits pois chez soi » fut un slogan publicitaire très célèbre en France dans les années 1960. Il fut lancé en 1962 par l'Union nationale interprofessionnelle des légumes de conserve (Unilec) pour promouvoir, notamment par le biais de la télévision, la consommation de ce légume qui représentait alors 48 % du marché français des légumes en conserve. Le personnage de « Pipiou » accompagnait cette campagne.

### Le pois dans la peinture
Le pois, aliment de famine, est représenté dans un tableau très réaliste de Georges de La Tour (1593 - 1652), Les mangeurs de pois (Gemäldegalerie, Berlin).
Les petits pois, écossés et non écossés, apparaissent sur le devant de l'étal de la Fruttivendola (vendeuse de fruits) de Vincenzo Campi (1536 - 1591), Pinacothèque de Brera, Milan).
Une gousse de pois entrouverte, laissant apercevoir les graines, figure le sourire du personnage dans L'Été d'Arcimboldo (1563, Kunsthistorisches Museum, Vienne (Autriche).
Au XIXe siècle, Camille Pissarro (1830 - 1903) montre les Rameurs de pois (Musée Faure, Aix-les-Bains) dans une scène rurale des environs de Paris.
En 1911, Pablo Picasso peint une nature morte dans le style cubiste : Le Pigeon aux petits pois (Musée d'art moderne de la ville de Paris).

### Le pois dans la littérature et la chanson
En 1833, Charles Nodier publie un conte pour enfants, Trésor des fèves et Fleur des pois, dans lequel « Fleur des pois » est une princesse sauvée par « Trésor des fèves », un jeune garçon pauvre, et qui en retour lui donne trois petits pois verts lui permettant de réaliser trois désirs. « Fleur des pois » était une expression en vogue au XIXe siècle pour exprimer la distinction et l'élégance.

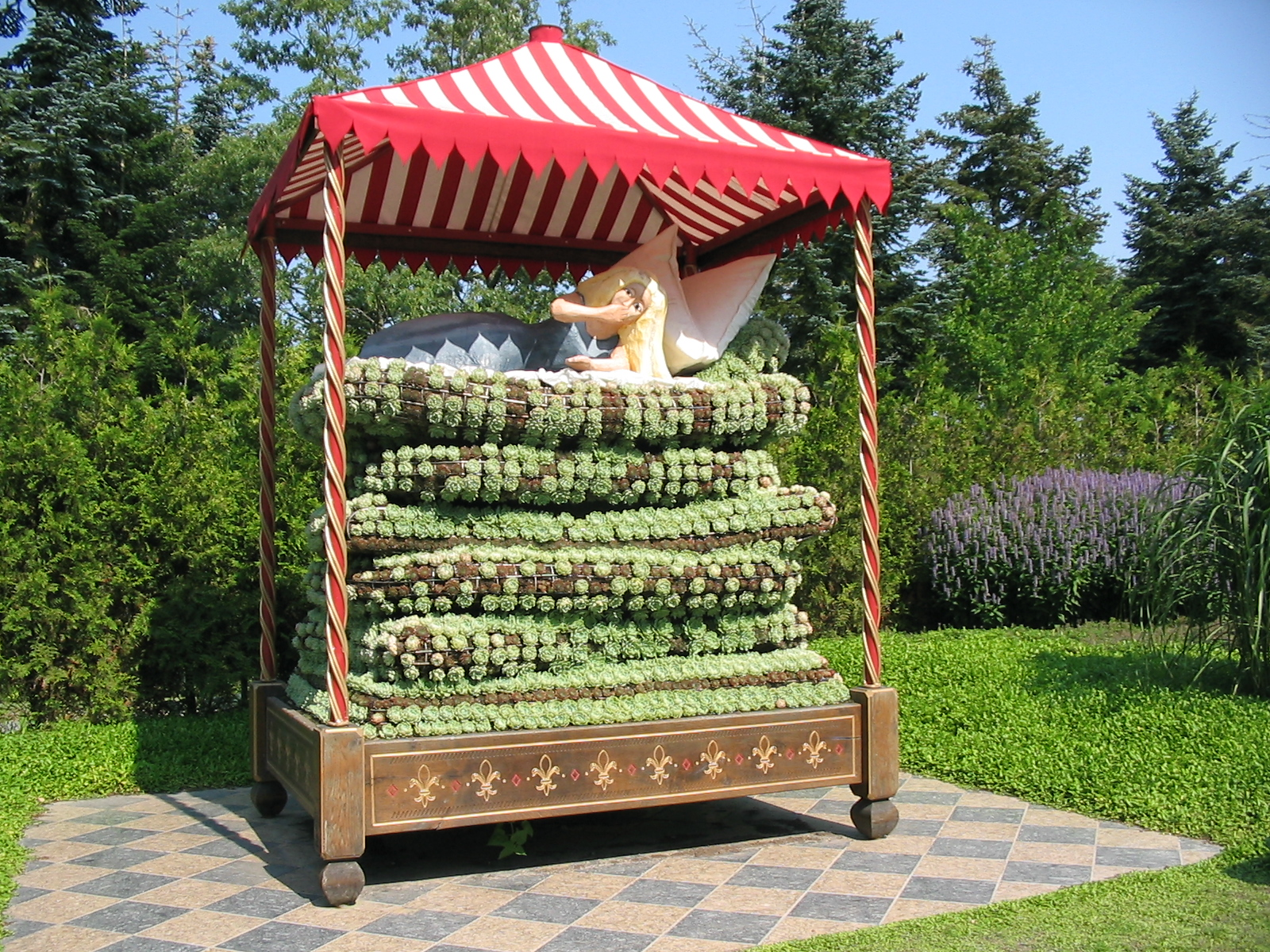
La princesse d'Andersen sur son lit en mosaïculture au parc floral de Jesperhus (Danemark).

En 1835, Hans Christian Andersen publie un conte, La Princesse au petit pois, dans lequel une graine de pois révèle la véritable qualité de princesse de la prétendante inconnue. Cinq dans une cosse de pois est un autre de ses contes pour enfants.
Vers 1900, Dranem chante dans un registre comique une chansonnette, Les p'tits pois, qui fut son plus grand succès. Son refrain était :

« Ah les p’tits pois, les p’tits pois, les p’tits pois,

C’est un légume bien tendre

Ah les p’tits pois, les p’tits pois, les p’tits pois,

Ça n’se mange pas avec les doigts. »

En 1976, Petit pois est l'un des titres de l'album Bidon d'Alain Souchon et en 1990, Julien Clerc chante Petit pois lardons dans son album Fais-moi une place.

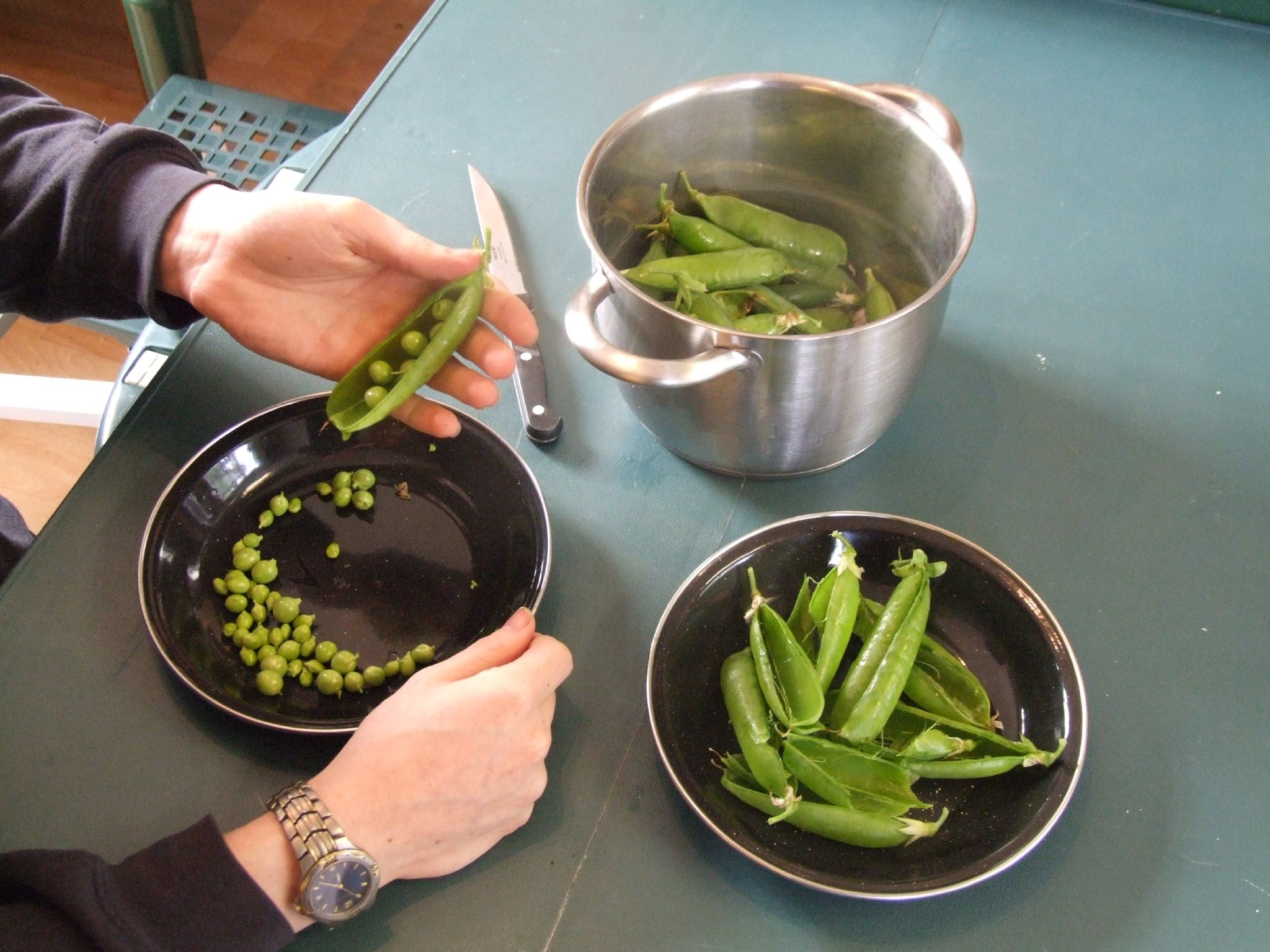
Écossage des petits pois.

En 1997, Philippe Delerm classe l'écossage des petits pois, auquel il consacre un chapitre dans La Première Gorgée de bière et autres plaisirs minuscules, parmi les petits plaisirs de la vie.

« C’est facile, d’écosser les petits pois. Une pression du pouce sur la
fente de la gousse et elle s’ouvre, docile, offerte. Quelques-unes,
moins mûres, sont plus réticentes - une incision de l’ongle de l’index
permet alors de déchirer le vert, et de sentir la mouillure et la chair
dense, juste sous la peau faussement parcheminée. Après, on fait
glisser les boules d’un seul doigt. La dernière est si minuscule.
Parfois, on a envie de la croquer. »

### Héraldique

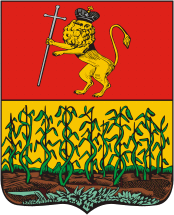
Blason de Gorokhovets.

Bien que rarement représenté en héraldique, le pois figure sur certains blasons de villes ou de familles. C'est le cas de la ville de Schefflenz (Bade-Wurtemberg, Allemagne), dont le blason arbore une cosse de petit pois, et de Gorokhovets (oblast de Vladimir, Russie), dont le nom dérive du terme russe « горох » (gorokh), qui signifie « pois ». Son blason figure un champ de pois.

## Symbolique

### Folklore
- Chaque année à la mi-juin, la ville française de Clamart (Hauts-de-Seine) célèbre sa « fête des Petits Pois[123] ». Cette fête évoque l'ancienne tradition locale de culture des petits pois, aujourd'hui disparue du fait de l'urbanisation.

### Porte-bonheur
- Il pouvait aussi porter bonheur. C'était le cas à Marseille des cosses portant neuf petits pois qui étaient considérées comme porte-veine, tandis qu'à Bordeaux, il fallait cueillir à midi le jour de la Saint-Jean une cosse contenant neuf ou dix graines et en conserver quatre[124].

« Neuf petits pois tout neufs 
 vous remettront à neuf !
C'est la preuve par neuf
que le bonheur existe! »

### Dermatologie
- Le pois, par analogie de forme, était supposé enlever les verrues. Au XVIIe siècle, un usage courant consistait à jeter sur un chemin autant de pois enveloppés dans un linge qu'on avait de verrues. Celui qui les ramassait prenait les verrues et celui qui les avait auparavant en était guéri[124].

### Dictons
- « Sème tes pois à la Saint-Patrice (17 mars), tu en auras à ton caprice[126] ».
- « Sitôt que les pois sont levés,
Les folz commencent à monter. »
- « Saint-Clet (26 avril) ferme la porte aux derniers pois[127] ».

### Calendrier républicain
Le pois voyait son nom attribué au 13e jour du mois de prairial du calendrier républicain / révolutionnaire français, généralement chaque 1er juin du calendrier grégorien.